# Elefthérios Venizélos
Elefthérios Kyriákou Venizélos (em grego: Ελευθέριος Κυριάκου Βενιζέλος; Mourniés, 23 de agosto [O.S. 11 de agosto] de 1864[a] – Paris, 18 de março de 1936) foi um estadista grego cretense e líder proeminente do movimento de libertação nacional grego. Como líder do Partido Liberal, ele ocupou o cargo de primeiro-ministro da Grécia por mais de 12 anos, abrangendo oito mandatos entre 1910 e 1933. Durante seu governo, Venizelos modernizou a Grécia promovendo políticas liberais-democráticas. Além disso, a Grécia expandiu-se através da cooperação militar e diplomática com as Grandes Potências, e ele mudou profundamente a Grécia do domínio de influência oriental para o ocidental.   Por isso, ele foi rotulado como "O Criador da Grécia Moderna"  e ainda é amplamente conhecido como o "Etnarca". 
Sua primeira entrada no cenário internacional foi com seu papel significativo na autonomia do Estado de Creta e, mais tarde, na união de Creta com a Grécia. Em 1909, ele foi convidado a Atenas para resolver o impasse político e se tornou primeiro-ministro. Ele iniciou reformas constitucionais e econômicas que estabeleceram a base para a modernização da sociedade grega e reorganizou o Exército e a Marinha Gregos em preparação para conflitos futuros. Antes das Guerras Balcânicas de 1912-1913, o papel catalisador de Venizelos ajudou a Grécia a entrar na Liga Balcânica, uma aliança dos estados balcânicos contra o Império Otomano. Por meio de sua perspicácia diplomática com as Grandes Potências e com os outros países balcânicos, a Grécia dobrou sua área e população com a libertação da Macedônia, Epiro e da maioria das ilhas do Mar Egeu.
Na Primeira Guerra Mundial (1914-1918), ele colocou a Grécia do lado dos Aliados, expandindo ainda mais as fronteiras gregas. Entretanto, sua política externa pró-Aliados o colocou em conflito com a facção não alinhada de Constantino I da Grécia, causando o Cisma Nacional da década de 1910. O cisma tornou-se uma guerra civil não oficial, com a luta pelo poder entre os dois grupos polarizando a população entre os monarquistas e os  venizelistas durante décadas.  Após a vitória dos Aliados, Venizelos garantiu novas concessões territoriais na Anatólia Ocidental e na Trácia, numa tentativa de concretizar a Megáli Idea, que teria unido todos os povos de língua grega ao longo do Mar Egeu sob a bandeira da Grécia. No entanto, ele foi derrotado nas eleições gerais de 1920, o que contribuiu para a eventual derrota grega na Guerra Greco-Turca (1919-1922). Venizelos, em exílio autoimposto, representou a Grécia nas negociações que levaram à assinatura do Tratado de Lausanne e ao acordo de troca mútua de populações entre a Grécia e a Turquia.
Em janeiro de 1933, tornou-se primeiro-ministro pela última vez e, em março de 1935, após uma tentativa de golpe, fugiu para Paris, onde morreu. Ele foi enterrado em uma colina na ponta da península de Akrotiri, ao lado da periferia leste da cidade de Chania, em Creta, perto do local onde nasceu. Os túmulos da família Venizelos são hoje uma das atrações de Chania.

## Biografia

### Ancestralidade

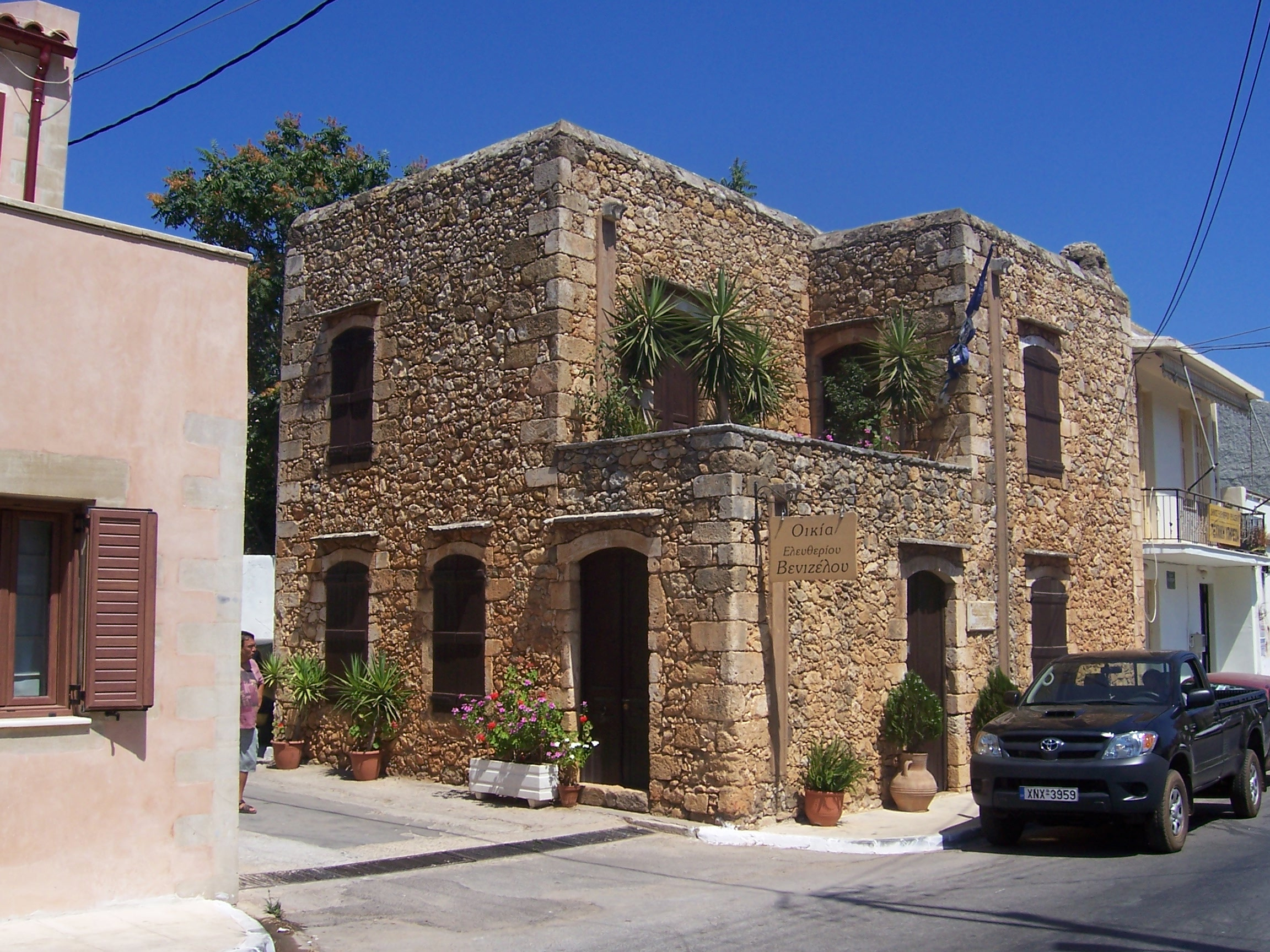
A casa de Venizelos em Mournies.

Os ancestrais de Venizelos, chamados Crevvatas, viviam em Mistras, no sul do Peloponeso. Durante os ataques otomanos na península em 1770, um membro da família Krevvatas (Venizelos Krevvatas), o mais novo de vários irmãos, conseguiu escapar para Creta, onde se estabeleceu. Seus filhos descartaram o patronímico e se autodenominaram Venizelos. A família era de origem lacônica, maniota e cretense.  A mãe de Venizelos, Styliani Ploumidakis, descendia da aldeia de Theriso, em Creta. 
Entretanto, durante o Cisma Nacional, o político Konstantinos Krevattas negou que sua família tivesse qualquer relação com Venizelos. Em uma carta a um parceiro cretense, Venizelos escreveu que seu pai Kyriakos havia participado do cerco de Monemvasia em 1821 com seu irmão Hatzinikolos Venizelos e mais três irmãos. Seu avô provavelmente era Hatzipetros Venizelos, um comerciante de Kythira. 

### Família e educação

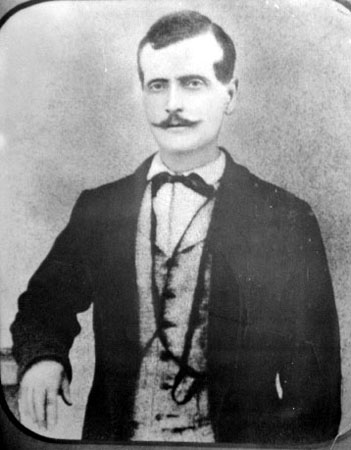
Retrato de Kyriakos Venizelos, pai de Eleftherios.

Eleftherios nasceu em Mourniés, perto de Chania (anteriormente conhecida como Canea), na então Creta otomana, filho de Kyriakos Venizelos, um comerciante e revolucionário cretense, e Styliani Ploumidaki.  Quando a revolução cretense de 1866 eclodiu, a família de Venizelos fugiu para a ilha de Syros, devido à participação de seu pai na revolução.  Eles não foram autorizados a retornar a Creta e permaneceram em Syros até 1872, quando Abdulazize concedeu uma anistia.
Ele passou seu último ano do ensino médio em uma escola em Ermoupolis, em Syros, onde recebeu seu certificado em 1880. Em 1881, matriculou-se na Faculdade de Direito da Universidade de Atenas e obteve seu diploma em Direito com notas excelentes. Ele retornou a Creta em 1886 e trabalhou como advogado em Chania. Ao longo de sua vida, ele manteve uma paixão pela leitura e estava constantemente aprimorando suas habilidades em inglês, italiano, alemão e francês. 

### Entrada na política
A situação em Creta durante os primeiros anos de Venizelos era fluida. O Império Otomano estava a minar as reformas, que foram feitas sob pressão internacional, enquanto os cretenses desejavam ver o sultão, Abdulamide II, abandonar "os infiéis ingratos".  Nestas condições instáveis, Venizelos entrou na política nas eleições de 2 de abril de 1889 como membro do partido liberal da ilha.  Como deputado, destacou-se pela sua eloquência e opiniões radicais. 

## Carreira política em Creta

### Revolta de Creta

#### Antecedentes
As numerosas revoluções em Creta, durante e após a Guerra da Independência Grega (1821, 1833, 1841, 1858, 1866, 1878, 1889, 1895, 1897)  foram o resultado do desejo dos cretenses de enosis — união com a Grécia.  Na revolução cretense de 1866, os dois lados, sob pressão das Grandes Potências, chegaram a um acordo, que foi finalizado no Pacto de Chalepa. Mais tarde, o Pacto foi incluído nas disposições do Tratado de Berlim, que complementava concessões anteriores concedidas aos cretenses — por exemplo, a Constituição da Lei Orgânica (1868) elaborada por William James Stillman. Em resumo, o Pacto concedeu um alto grau de autogoverno aos gregos em Creta como um meio de limitar seu desejo de se rebelar contra seus senhores otomanos. No entanto, os muçulmanos de Creta, que se identificavam com o Império Otomano, não ficaram satisfeitos com essas reformas, pois, na opinião deles, a administração da ilha foi entregue às mãos da população grega cristã. Na prática, o Império Otomano falhou em aplicar as disposições do Pacto, alimentando assim as tensões existentes entre as duas comunidades; em vez disso, as autoridades otomanas tentaram manter a ordem enviando reforços militares substanciais durante 1880-1896. Durante esse período, a Questão Cretense foi um grande problema de atrito nas relações da Grécia independente com o Império Otomano. 
Em janeiro de 1897, a violência e a desordem aumentaram na ilha, polarizando assim a população. Massacres contra a população cristã ocorreram em Chania    e Rethimno.    O governo grego, pressionado pela opinião pública, por elementos políticos intransigentes, por grupos nacionalistas extremistas como a Ethniki Etaireia,  e pela relutância das Grandes Potências em intervir, decidiu enviar navios de guerra e pessoal do exército para defender os gregos cretenses.  As Grandes Potências não tiveram outra opção senão prosseguir com a ocupação da ilha, mas estavam atrasadas. Uma força grega de cerca de 2.000 homens desembarcou em Kolymbari em 3 de fevereiro de 1897,  e seu comandante, o coronel Timoleon Vassos, declarou que estava tomando conta da ilha "em nome do Rei dos Helenos" e que estava anunciando a união de Creta com a Grécia.  Isso levou a uma revolta que se espalhou imediatamente por toda a ilha. As Grandes Potências decidiram bloquear Creta com as suas frotas e desembarcar as suas tropas, impedindo assim que o exército grego se aproximasse de Chania. 

#### Eventos em Akrotiri

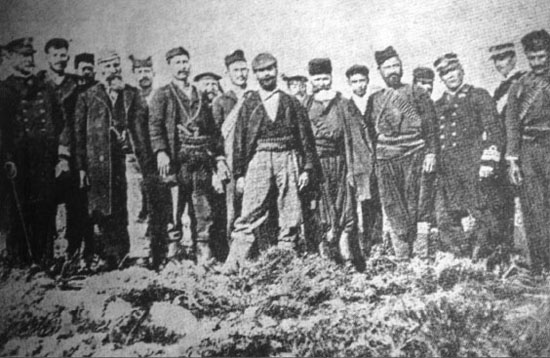
Venizelos em Akrotiri, 1897.

Venizelos, naquela época, estava em uma viagem eleitoral pela ilha. Depois de "ver Canea em chamas",  correu para Malaxa, perto de Chania, onde um grupo de cerca de 2.000 rebeldes se reuniu e se estabeleceu como seu líder. Ele propôs um ataque, junto com outros rebeldes, às forças turcas em Akrotiri para expulsá-las das planícies (Malaxa fica em uma altitude maior). As ações subsequentes de Venizelos em Akrotiri constituem um cenário central em seu mito. As pessoas compuseram poemas sobre Akrotiri e seu papel ali; editoriais e artigos falavam sobre sua bravura, visões e gênio diplomático como o acompanhamento inevitável de grandeza posterior.  Venizelos passou a noite em Akrotiri e uma bandeira grega foi hasteada. As forças otomanas solicitaram ajuda aos almirantes estrangeiros e atacaram os rebeldes, com os navios das Grandes Potências bombardeando as posições rebeldes em Akrotiri. Um projétil derrubou a bandeira, que foi içada novamente imediatamente. A mitificação tornou-se mais pronunciada quando chegamos às suas ações naquele fevereiro, como mostram as seguintes citações:
Em 20 de fevereiro, [ele] recebeu ordens dos almirantes para abaixar a bandeira e dissolver sua força rebelde. Ele recusou!
Venizélos virou-se para o porto de Souda, onde os navios de guerra estavam ancorados, e explicou: "Vocês têm balas de canhão – disparem! Mas nossa bandeira não vai descer"... [depois que a bandeira foi atingida] Venizélos correu para a frente; seus amigos o pararam; por que expor uma vida valiosa tão inutilmente?
Houve aquele dia famoso em Fevereiro de 1897 quando... ele rejeitou as ordens das Potências Protetoras e na frase pitoresca dos jornais gregos "desafiou as marinhas da Europa"
Abaixo do diplomata suave de hoje está o revolucionário que expulsou os turcos de Creta e o chefe ousado que acampou com um pequeno grupo de rebeldes no topo de uma colina acima de Canea e lá desafiou os cônsules e as frotas de todas as [Grandes] Potências!
Na mesma noite do bombardeio, Venizelos escreveu um protesto aos almirantes estrangeiros, que foi assinado por todos os chefes presentes em Akrotiri. Ele escreveu que os rebeldes manteriam suas posições até que todos fossem mortos pelos projéteis dos navios de guerra europeus, a fim de não deixar os turcos permanecerem em Creta.  A carta vazou deliberadamente para jornais internacionais, provocando reações emocionais na Grécia e na Europa, onde a ideia de cristãos que queriam sua liberdade serem bombardeados por navios cristãos causou indignação popular. Por toda a Europa Ocidental, manifestou-se grande simpatia popular pela causa dos cristãos em Creta, e muitos aplausos populares foram concedidos aos gregos. 

#### Guerra na Tessália

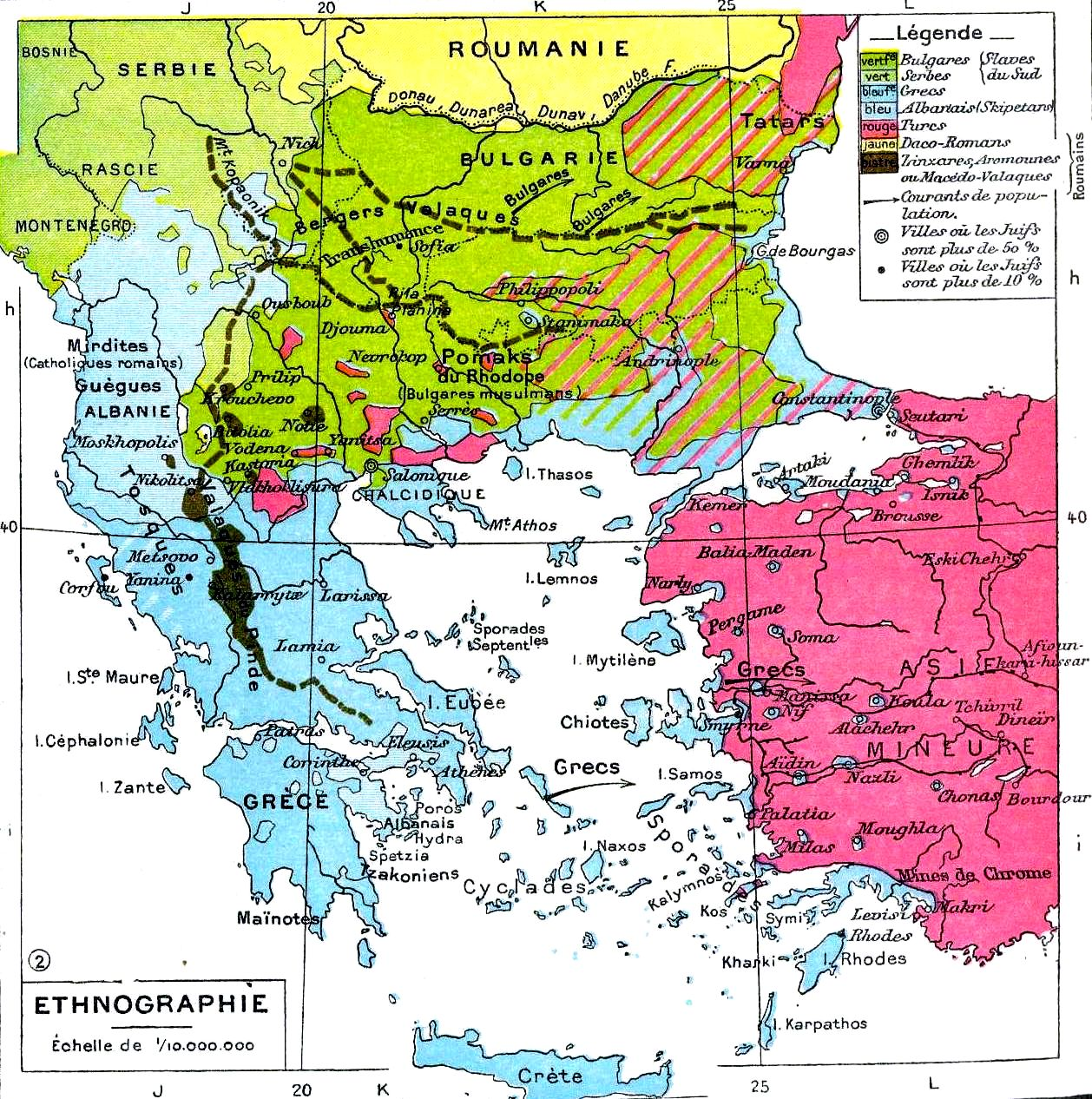
Composição étnica dos Bálcãs de acordo com o Atlas Général Vidal-Lablache, Librairie Armand Colin, Paris, 1898.

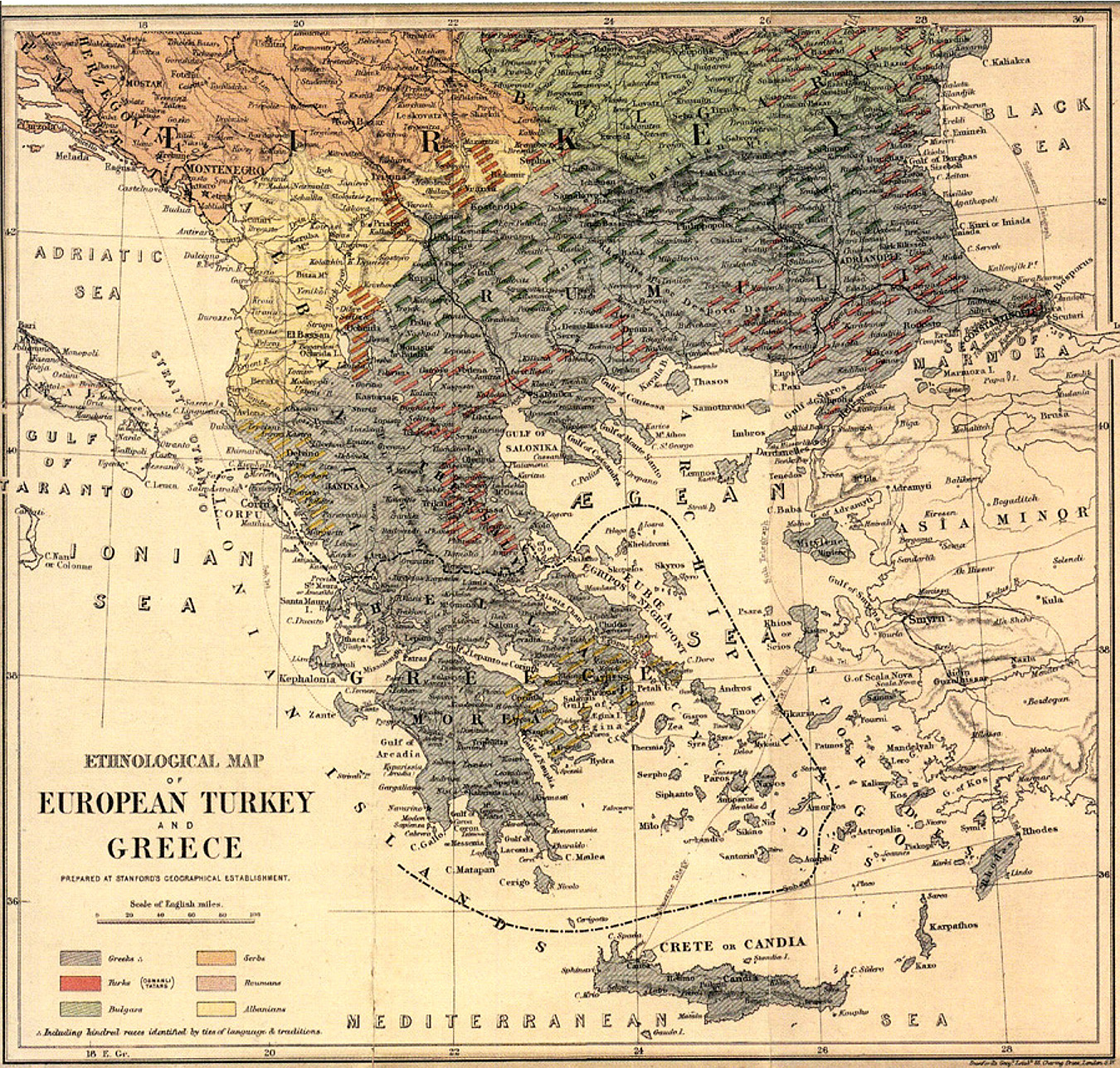
Mapa de composição étnica dos Balcãs pelo diplomata grego Ioannis Gennadius, publicado pelo cartógrafo inglês E. Stanford em 1877.

As Grandes Potências enviaram uma nota verbal em 2 de março aos governos da Grécia e do Império Otomano, apresentando uma possível solução para a "Questão Cretense", segundo a qual Creta se tornaria um estado autônomo sob a suserania do Sultão.  A Porta respondeu em 5 de março, aceitando as propostas em princípio, mas em 8 de março o governo grego rejeitou a proposta como uma solução insatisfatória e, em vez disso, insistiu na união de Creta com a Grécia como a única solução. 
Como representante dos rebeldes cretenses, Venizelos encontrou-se com os almirantes das Grandes Potências em um navio de guerra russo em 7 de março de 1897. Embora não tenha havido progressos na reunião, ele convenceu os almirantes a enviá-lo numa excursão pela ilha, sob a sua protecção, a fim de explorar as opiniões do povo sobre a questão da autonomia versus união.  Na época, a maioria da população cretense inicialmente apoiou a união, mas os eventos subsequentes na Tessália voltaram a opinião pública para a autonomia como um passo intermediário. 
Em reação à rebelião de Creta e à ajuda enviada pela Grécia, os otomanos deslocaram uma parte significativa do seu exército para os Balcãs, a norte da Tessália, perto das fronteiras com a Grécia.  Em resposta, a Grécia reforçou suas fronteiras na Tessália. No entanto, forças gregas irregulares, que eram membros da Ethniki Etairia (seguidores da Megáli Idea) agiram sem ordens e atacaram postos avançados turcos,  levando o Império Otomano a declarar guerra à Grécia em 17 de abril. A guerra foi um desastre para a Grécia. O exército turco estava mais bem preparado, em grande parte devido às recentes reformas realizadas por uma missão alemã sob o comando do Barão von der Goltz, e o exército grego estava em retirada em poucas semanas. As Grandes Potências intervieram novamente e um armistício foi assinado em Maio de 1897. 

#### Conclusão
A derrota da Grécia na guerra greco-turca, que custou pequenas perdas territoriais na fronteira do norte da Tessália e uma indemnização de 4 milhões de libras,  transformou-se numa vitória diplomática. As Grandes Potências (Grã-Bretanha, França, Rússia e Itália), após o massacre de gregos em Heraclião em 6 de setembro,    impuseram uma solução final à "Questão Cretense"; Creta foi proclamada um estado autônomo sob a suserania otomana. 
Venizelos desempenhou um papel importante nesta solução, não apenas como líder dos rebeldes cretenses, mas também como um diplomata habilidoso com sua comunicação frequente com os almirantes das Grandes Potências.  As quatro Grandes Potências assumiram a administração de Creta; e o Príncipe Jorge da Grécia, o segundo filho do Rei Jorge I da Grécia, tornou-se Alto Comissário, com Venizelos servindo como seu ministro da Justiça de 1899 a 1901. 

### Estado Autônomo de Creta

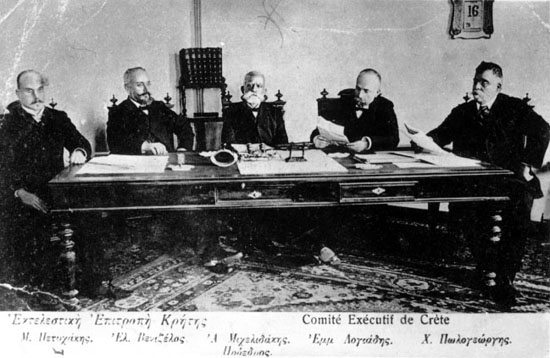
O concílio de Creta do qual Venizelos participou. Ele é o segundo da esquerda para a direita.

O príncipe Jorge da Grécia foi nomeado Alto Comissário do Estado de Creta por um período de três anos.  Em 13 de dezembro de 1898, ele chegou a Chania, onde teve uma recepção sem precedentes. Em 27 de abril de 1899, o Alto Comissário criou um Comitê Executivo composto pelos líderes cretenses. Venizelos tornou-se ministro da Justiça e, com o restante do Comitê, começou a organizar o Estado e a criar uma "constituição cretense". Venizelos insistiu em não fazer referência à religião para que todos os moradores de Creta se sentissem representados. Por sua postura, ele foi posteriormente acusado de pró-turco (pró-muçulmano) por seus oponentes políticos na ilha.
Depois que Venizelos apresentou a legislação jurídica completa em 18 de maio de 1900, desentendimentos entre ele e o príncipe George começaram a surgir. O príncipe Jorge decidiu viajar para a Europa e anunciou à população cretense que "Quando estiver viajando pela Europa, pedirei às potências a anexação e espero ter sucesso devido às minhas conexões familiares".  A declaração chegou ao público sem o conhecimento ou aprovação do Comitê. Venizelos disse ao Príncipe que não seria adequado dar esperança à população por algo que não era viável naquele momento. Como Venizelos esperava, durante a viagem do Príncipe, as Grandes Potências rejeitaram seu pedido.  
Os desentendimentos continuaram em outros tópicos; o príncipe queria construir um palácio, mas Venizelos se opôs fortemente, pois isso significaria a perpetuação do atual arranjo de governo; os cretenses aceitaram isso apenas como temporário até que uma solução final fosse encontrada.  As relações entre os dois homens tornaram-se cada vez mais azedas e Venizelos apresentou repetidamente a sua demissão. 
Em uma reunião do Comitê Executivo, Venizelos expressou sua opinião de que a ilha não era autônoma, pois as forças militares das Grandes Potências ainda estavam presentes e que as Grandes Potências governavam por meio de seu representante, o Príncipe. Venizelos sugeriu que, quando o serviço do Príncipe expirasse, as Grandes Potências deveriam ser convidadas para o Comitê, que, de acordo com o artigo 39 da constituição (que foi suprimido na conferência de Roma), elegeria um novo soberano, eliminando assim a necessidade da presença das Grandes Potências. Quando as tropas das Grandes Potências e seus representantes deixassem a ilha, a união com a Grécia seria mais fácil de ser alcançada. Essa proposta foi explorada pelos oponentes de Venizelos, que o acusaram de querer que Creta fosse uma hegemonia autônoma. Venizelos respondeu às acusações apresentando novamente a sua demissão, com o fundamento de que seria impossível, doravante, colaborar com os membros do Comité; assegurou, porém, ao Comissário que não pretendia juntar-se à oposição. 
Em 6 de março de 1901, em um relatório, ele expôs as razões que o levaram a renunciar ao Alto Comissário, o que, no entanto, foi vazado para a imprensa. Em 20 de Março, Venizelos foi demitido porque “ele, sem qualquer autorização, apoiou publicamente opiniões opostas às do Comissário”.   Daí em diante, Venizelos assumiu a liderança da oposição ao Príncipe. Nos três anos seguintes, ele travou um duro conflito político até que a administração ficou praticamente paralisada e as tensões dominaram a ilha. Inevitavelmente, esses eventos levaram, em março de 1905, à Revolta de Theriso, da qual ele era líder. 

### Revolta de Theriso

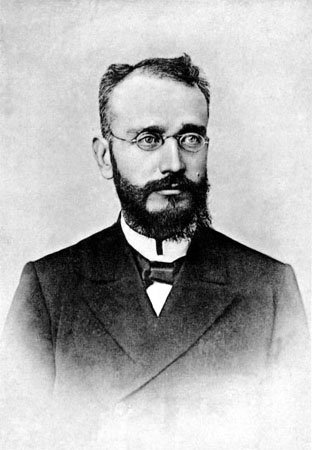
Venizelos no início do século XX.

Em 10 de março de 1905, os rebeldes se reuniram em Theriso e declararam "a união política de Creta com a Grécia como um único estado constitucional livre".  A resolução foi entregue às Grandes Potências, onde foi argumentado que o acordo provisório ilegítimo estava impedindo o crescimento econômico da ilha e que a única solução lógica para a "Questão Cretense" era a unificação com a Grécia. O Alto Comissário, com a aprovação das Grandes Potências, respondeu aos rebeldes que a força militar seria usada contra eles.  No entanto, mais deputados se juntaram a Venizelos em Theriso. Os cônsules das Grandes Potências se encontraram com Venizelos em Mourniés na tentativa de chegar a um acordo, mas sem nenhum resultado. 

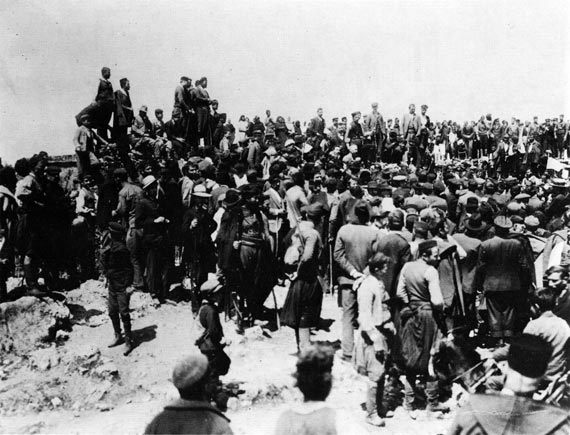
Um discurso de Venizelos em 25 de março de 1905.

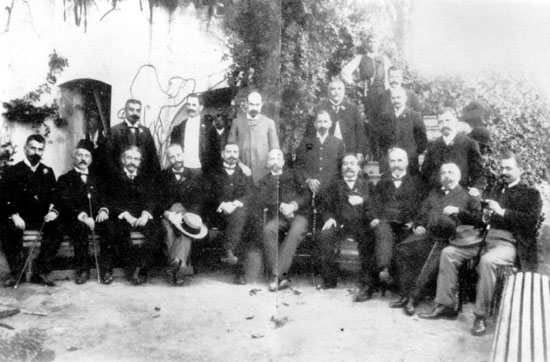
O comitê para a elaboração de uma nova constituição para Creta em 1906-07.

O governo revolucionário pediu que Creta recebesse um regime semelhante ao da Rumélia Oriental. Em 18 de julho, as Grandes Potências declararam lei marcial, mas isso não desencorajou os rebeldes. Em 15 de agosto, a assembleia regular em Chania votou a favor da maioria das reformas propostas por Venizelos. Os cônsules das Grandes Potências se encontraram novamente com Venizelos e aceitaram suas reformas propostas. Isso levou ao fim da revolta de Theriso e à renúncia do Príncipe George como Alto Comissário. As Grandes Potências atribuíram a autoridade para selecionar o novo Alto Comissário da ilha ao Rei Jorge I da Grécia, anulando assim de facto a suserania otomana. Um ex-primeiro-ministro da Grécia, Aléxandros Zaímis, foi escolhido para o cargo de Alto Comissário, e oficiais e suboficiais gregos foram autorizados a empreender a organização da Gendarmaria Cretense. Assim que a Gendarmaria foi organizada, as tropas estrangeiras começaram a se retirar da ilha. Esta foi também uma vitória pessoal para Venizelos, que, como resultado, alcançou fama não só na Grécia, mas também na Europa. 
Após a Revolução dos Jovens Turcos, que Venizelos acolheu, a Bulgária declarou sua independência do Império Otomano em 5 de outubro de 1908, e um dia depois, Francisco José, Imperador da Áustria, anunciou a anexação da Bósnia-Herzegovina. Encorajados por esses acontecimentos, no mesmo dia, os cretenses, por sua vez, se revoltaram. Naquele dia, milhares de cidadãos de Chania e regiões vizinhas formaram uma manifestação na qual Venizelos declarou a união de Creta com a Grécia. Após se comunicar com o governo de Atenas, Zaimis partiu para Atenas antes do comício. 
Uma assembleia foi convocada e declarou a independência de Creta. Os funcionários públicos foram empossados em nome do Rei Jorge I da Grécia, enquanto um Comitê Executivo de cinco membros foi estabelecido, com autoridade para controlar a ilha em nome do Rei e de acordo com as leis do estado grego. O presidente do comitê era Antonios Michelidakis, e Venizelos se tornou Ministro da Justiça e Relações Exteriores. Em abril de 1910, uma nova assembleia foi convocada, e Venizelos foi eleito presidente e depois primeiro-ministro. Todas as tropas estrangeiras partiram de Creta e o poder foi transferido inteiramente para o governo de Venizelos. 

## Carreira política na Grécia
Depois que terminei meus estudos em Atenas, voltei para casa e pendurei minha bandoleira. Eu não havia tentado muitos casos no tribunal da minha ilha natal antes que se tornasse necessário para mim pegar em armas contra o governo turco. Embora meu pai tenha nascido na Grécia, eu era considerado um súdito otomano — portanto, um rebelde — porque minha mãe nasceu sob a bandeira turca. No final da revolução, voltei novamente para minha cidade natal e retomei minha prática. Não tive tempo, no entanto, para ir muito longe com isso, pois tive que pegar em armas novamente e ir para as montanhas. Logo cheguei ao ponto em que tive que decidir se deveria ser um advogado de profissão e um revolucionário em intervalos ou um revolucionário de profissão e um advogado em intervalos... Naturalmente, tornei-me um revolucionário de profissão.

— Venizélos falando em um banquete oferecido em sua homenagem pela imprensa estrangeira na Conferência de Paz em 1919.

### Revolução militar de Goudi de 1909
Em maio de 1909, vários oficiais do exército grego, imitando o Comitê de União e Progresso  dos Jovens Turcos, procuraram reformar o governo nacional de seu país e reorganizar o exército, criando assim a Liga Militar. A Liga, em agosto de 1909, acampou no subúrbio ateniense de Goudi com seus apoiadores, forçando o governo de Dimitrios Rallis a renunciar, e um novo foi formado com Kiriakoulis Mavromichalis . Seguiu-se um período inaugural de pressão militar directa sobre a Câmara, mas o apoio público inicial à Liga evaporou-se rapidamente quando se tornou evidente que os oficiais não sabiam como implementar as suas exigências.  O beco sem saída político permaneceu até que a Liga convidou Venizelos de Creta para assumir a liderança. 

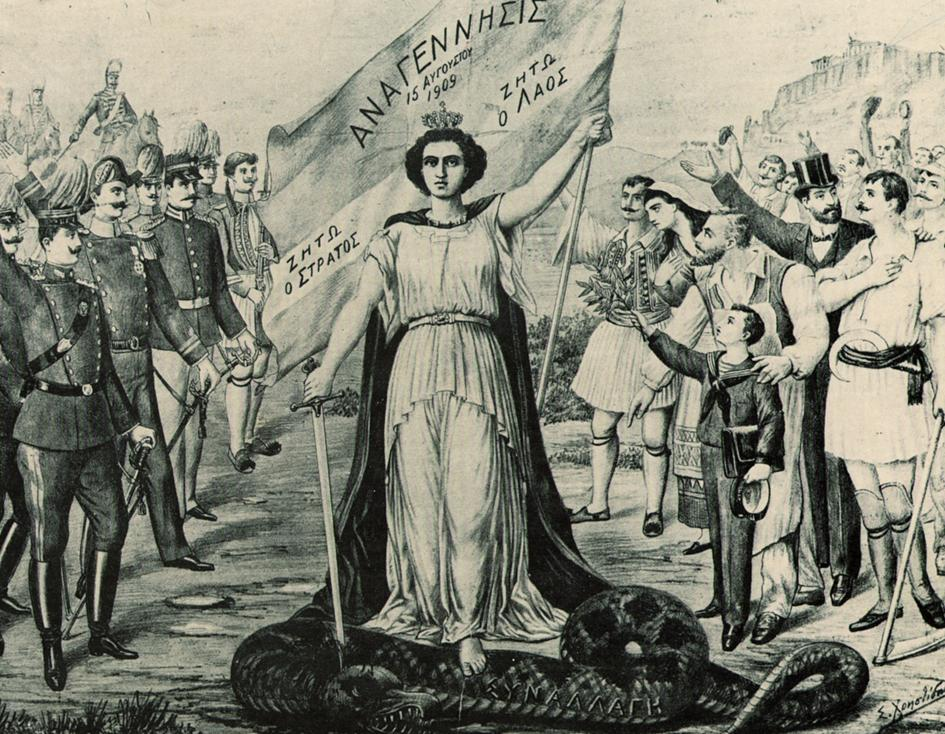
Litografia popular celebrando o sucesso do golpe. A Grécia pisa triunfantemente sobre o monstro morto do antigo sistema partidário, aplaudida pelo exército e pelo povo.

Venizelos foi a Atenas e, após consultar a Liga Militar e representantes do mundo político, propôs um novo governo e a reforma do Parlamento . Suas propostas foram consideradas perigosas para o establishment político pelo rei e pelos políticos gregos. Entretanto, o rei Jorge I, temendo uma escalada da crise, convocou um conselho com líderes políticos e recomendou que aceitassem as propostas de Venizelos. Após muitos adiamentos, o rei concordou em designar Stephanos Dragoumis (indicação de Venizelos) para formar um novo governo que levaria o país a eleições assim que a Liga fosse dissolvida.  Nas eleições de 8 de agosto de 1910, quase metade dos assentos no parlamento foram conquistados pelos independentes, que eram recém-chegados ao cenário político grego. Venizelos, apesar das dúvidas quanto à validade de sua cidadania grega e sem ter feito campanha pessoalmente, terminou no topo da lista eleitoral na Ática . Ele foi imediatamente reconhecido como o líder dos independentes e, assim, fundou o partido político Komma Fileleftheron (Partido Liberal). Logo após sua eleição, ele decidiu convocar novas eleições na esperança de obter a maioria absoluta. Os antigos partidos boicotaram as novas eleições em protesto  e em 11 de dezembro de 1910, o partido de Venizelos ganhou 307 assentos de 362, com a maioria dos cidadãos eleitos sendo novos no cenário político. Venizelos formou um governo e começou a reorganizar os assuntos econômicos, políticos e nacionais do país. 

### Reformas em 1910–1914
Venizelos tentou levar adiante seu programa de reformas nas áreas de ideologias políticas e sociais, educação e literatura, adotando compromissos praticamente viáveis entre tendências muitas vezes conflitantes. Na educação, por exemplo, a corrente dinâmica a favor do uso da língua popular falada, dimotiki, provocou reações conservadoras, que levaram à decisão constitucionalmente consagrada (Artigo 107) a favor de uma língua formal "purificada", katharevousa, que remetia a precedentes clássicos. 
Em 20 de maio de 1911, foi concluída uma revisão da Constituição, que se concentrou no fortalecimento das liberdades individuais, introduzindo medidas para facilitar o trabalho legislativo do Parlamento, estabelecendo o ensino fundamental obrigatório, o direito legal de expropriação compulsória, garantindo a nomeação permanente de funcionários públicos, o direito de convidar pessoal estrangeiro para empreender a reorganização da administração e das forças armadas, o restabelecimento do Conselho de Estado e a simplificação dos procedimentos para a reforma da Constituição. O objetivo do programa de reforma era consolidar a segurança pública e o estado de direito, bem como desenvolver e aumentar o potencial de geração de riqueza do país. Nesse contexto, o "oitavo" Ministério, o Ministério da Economia Nacional, há muito planejado, assumiu um papel de liderança. Este Ministério, desde a sua criação no início de 1911, foi chefiado por Emmanuel Benakis, um rico comerciante grego do Egito e amigo de Venizelos.  Entre 1911 e 1912, foram promulgadas várias leis com o objetivo de iniciar a legislação trabalhista na Grécia. Foram promulgadas medidas específicas que proibiam o trabalho infantil e o trabalho noturno para as mulheres, regulamentavam as horas da semana de trabalho e o feriado dominical e permitiam as organizações trabalhistas.  Venizelos também tomou medidas para melhorar a gestão, a justiça e a segurança e para o assentamento dos camponeses sem terra da Tessália. 

### Guerras dos Balcãs

#### Antecedentes

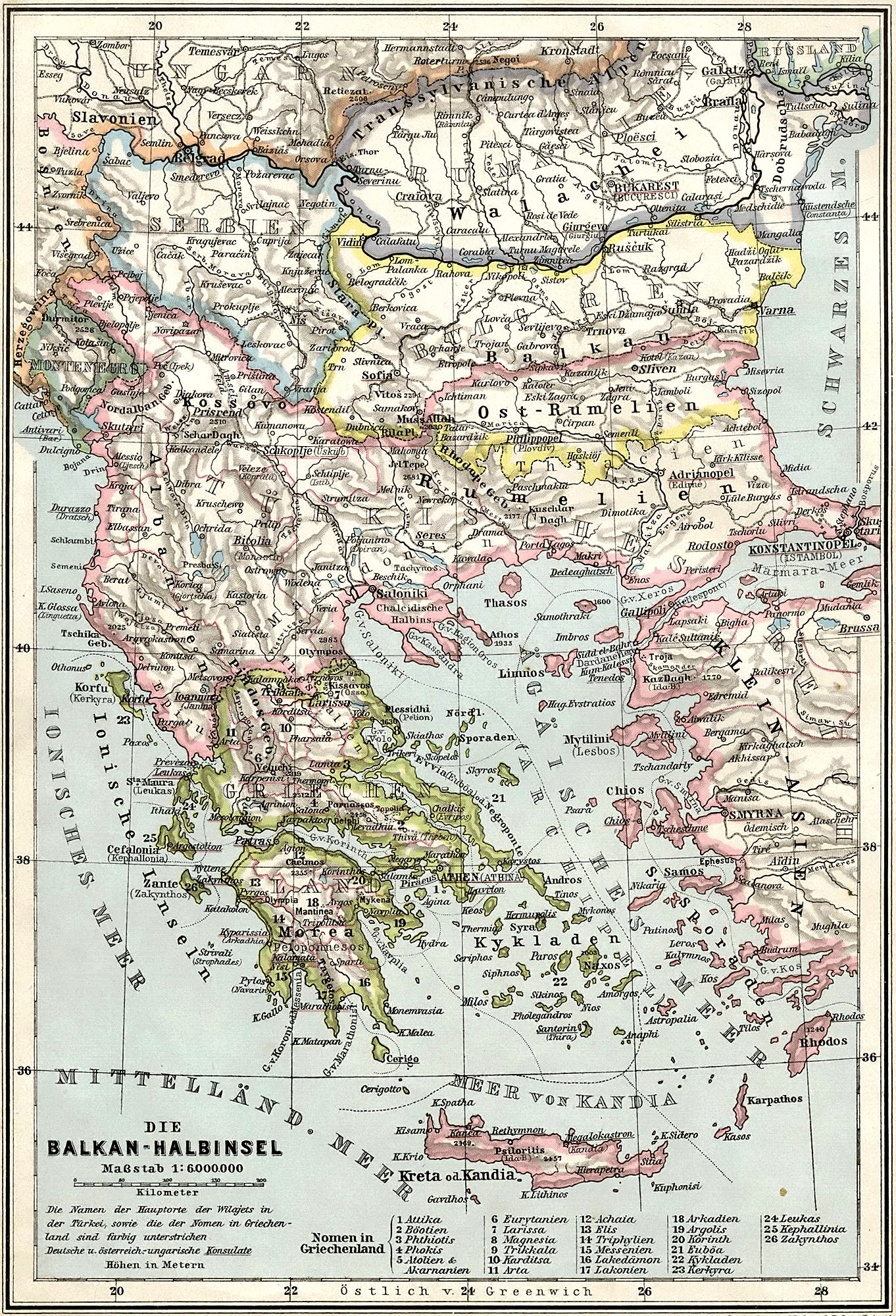
As fronteiras dos estados balcânicos antes das Guerras Balcânicas

Na época, houve contatos diplomáticos com o Império Otomano para iniciar reformas na Macedônia e na Trácia, que na época estavam sob o controle do Império Otomano, para melhorar as condições de vida das populações cristãs. O fracasso de tais reformas deixaria apenas uma opção: remover o Império Otomano dos Bálcãs, uma ideia compartilhada pela maioria dos países balcânicos. Este cenário parecia realista para Venizelos porque o Império Otomano estava em transição constitucional e seu mecanismo administrativo estava desorganizado e enfraquecido.  Também não havia uma frota capaz de transportar forças da Ásia Menor para a Europa, enquanto, em contraste, a frota grega dominava o Mar Egeu. Venizelos não queria iniciar nenhum movimento importante imediato nos Balcãs, até que o exército e a marinha gregos fossem reorganizados (um esforço que havia começado no último governo de Georgios Theotokis) e a economia grega fosse revitalizada.  Diante disso, Venizelos propôs ao Império Otomano reconhecer aos cretenses o direito de enviar deputados ao Parlamento grego, como solução para encerrar a Questão Cretense. Entretanto, os Jovens Turcos (sentindo-se confiantes após a guerra greco-turca em 1897) ameaçaram fazer uma marcha militar até Atenas, se os gregos insistissem em tais reivindicações. 

#### Liga Balcânica

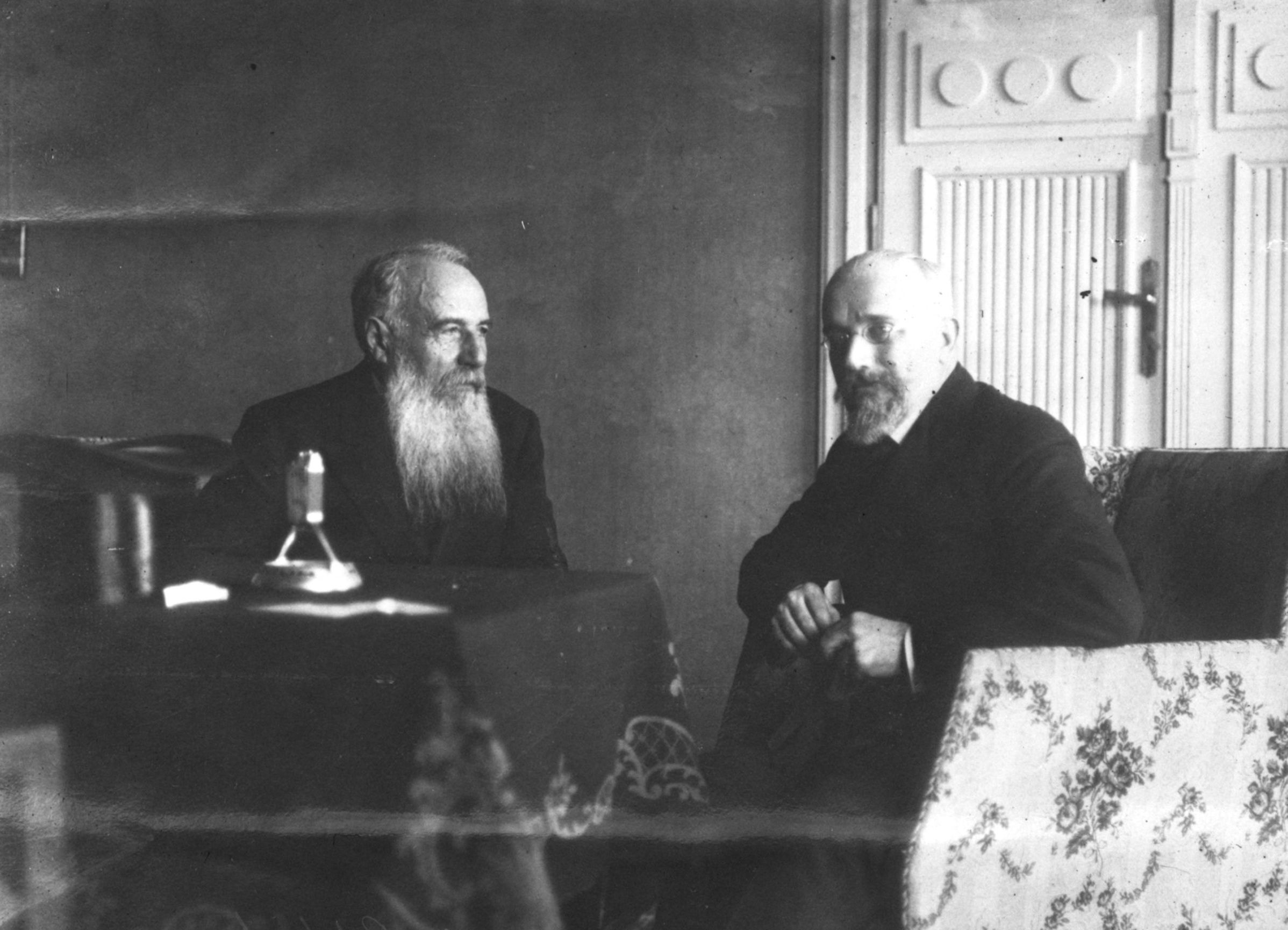
Com o primeiro-ministro sérvio Nikola Pasic em 1913

Venizelos, não vendo nenhuma melhora após sua abordagem com os turcos sobre a Questão Cretense e ao mesmo tempo não querendo ver a Grécia permanecer inativa como na Guerra Russo-Turca em 1877 (onde a neutralidade da Grécia deixou o país fora das negociações de paz), decidiu que a única maneira de resolver as disputas com o Império Otomano era se juntar aos outros países dos Balcãs, Sérvia, Bulgária e Montenegro, em uma aliança conhecida como Liga Balcânica. O príncipe herdeiro Constantino foi enviado para representar a Grécia numa festa real em Sófia e, em 1911, estudantes búlgaros foram convidados para Atenas.  Esses eventos tiveram um impacto positivo e, em 30 de maio de 1912, a Grécia e o Reino da Bulgária assinaram um tratado que garantia apoio mútuo em caso de um ataque turco a qualquer um dos países. As negociações com a Sérvia, que Venizelos tinha iniciado para alcançar um acordo semelhante, foram concluídas no início de 1913,  antes disso só existiam acordos orais. 
Montenegro iniciou as hostilidades declarando guerra ao Império Otomano em 8 de outubro de 1912. Em 17 de outubro de 1912, a Grécia, juntamente com seus aliados dos Balcãs, declarou guerra ao Império Otomano, juntando-se assim à Primeira Guerra dos Balcãs.  Em 1º de outubro, em uma sessão regular do Parlamento, Venizelos anunciou a declaração de guerra aos otomanos e aceitou os deputados cretenses, encerrando assim a Questão Cretense, com a declaração da união de Creta com a Grécia. A população grega recebeu esses desenvolvimentos com muito entusiasmo. 

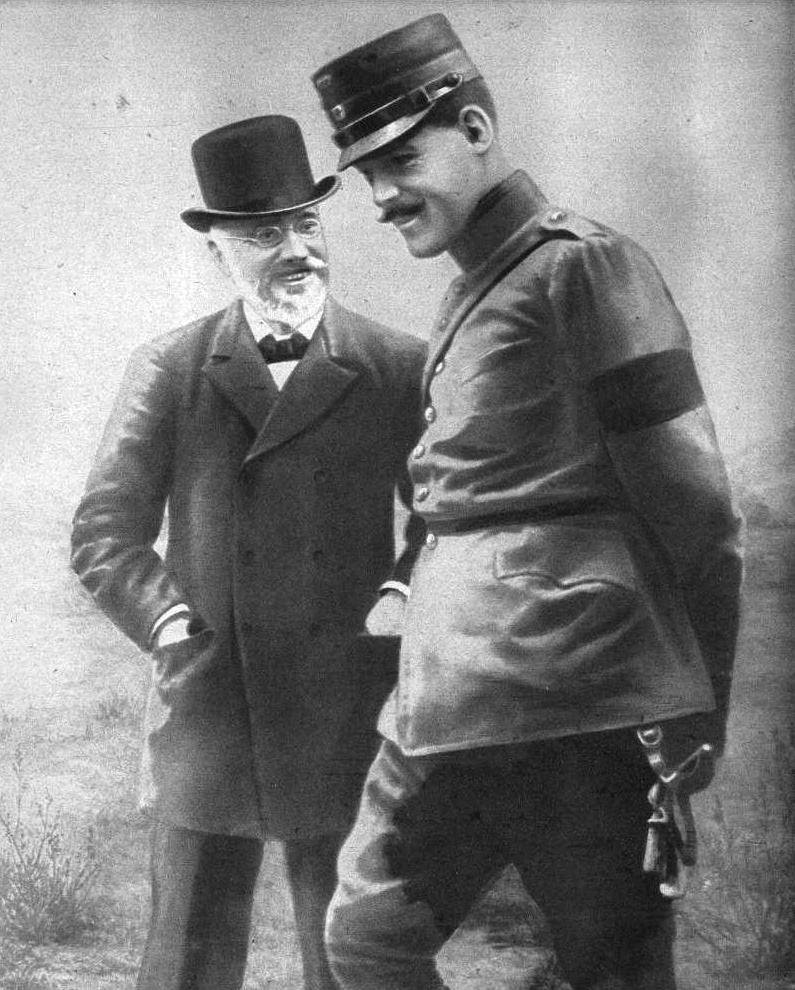
Venizélos com Constantino

#### Primeira Guerra dos Balcãs – O primeiro conflito com o príncipe Constantino
A eclosão da Primeira Guerra dos Balcãs causou a Venizelos uma grande quantidade de problemas em suas relações com o príncipe herdeiro Constantino. Parte dos problemas pode ser atribuída à complexidade das relações oficiais entre os dois homens. Embora Constantino fosse um príncipe e o futuro rei, ele também detinha o título de comandante do exército, permanecendo assim sob a ordem direta do Ministério dos Assuntos Militares e, posteriormente, sob Venizelos. Mas seu pai, o rei George, de acordo com as condições constitucionais da época, havia sido o líder indiscutível do país. Assim, em termos práticos, a autoridade de Venizelos sobre seu comandante do exército foi diminuída devido à relação óbvia entre o príncipe herdeiro e o rei. 

Nessas condições, o exército iniciou uma marcha vitoriosa para a Macedônia sob o comando de Constantino. Logo, o primeiro desentendimento entre Venizelos e Constantino surgiu, e dizia respeito aos objetivos das operações do exército. O príncipe herdeiro insistiu nos objetivos militares claros da guerra: derrotar o exército otomano oposto como uma condição necessária para qualquer ocupação, onde quer que o exército oponente estivesse ou estivesse indo, e a parte principal do exército otomano logo começou a recuar para o norte em direção a Monastir. Venizelos foi mais realista e insistiu nos objetivos políticos da guerra: libertar o máximo de áreas geográficas e cidades o mais rápido possível, particularmente a Macedônia e Tessalônica; assim indo para o leste. O debate se tornou evidente após a vitória do exército grego em Sarantaporo, quando a direção futura da marcha dos exércitos deveria ser decidida. Venizelos interveio e insistiu que Tessalônica, como uma cidade importante e porto estratégico na área circundante, deveria ser tomada a todo custo e, portanto, uma virada para o leste era necessária.  De acordo com suas opiniões, Venizelos enviou o seguinte telégrafo ao Estado-Maior: 
Salonique à tout prix!

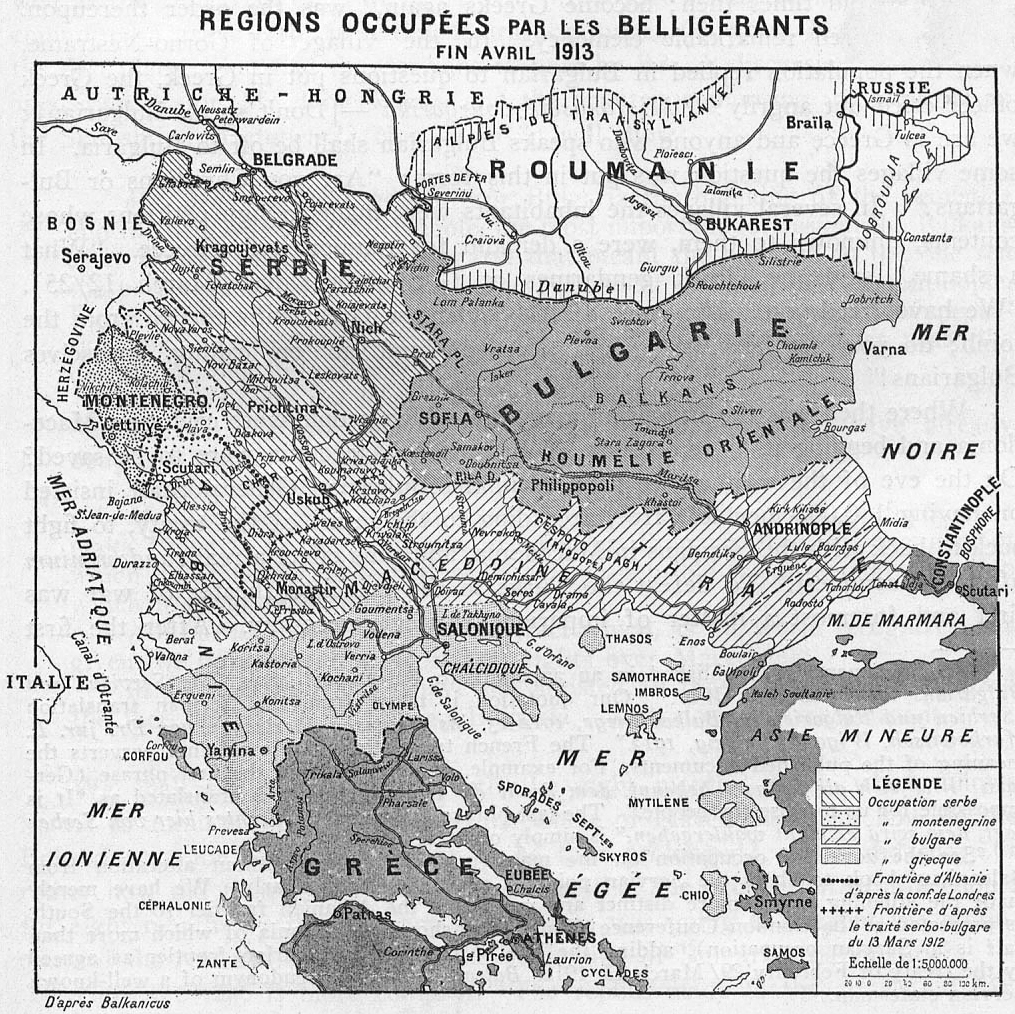
Mudanças territoriais como resultado da Primeira Guerra dos Balcãs, a partir de abril de 1913.

e tentou manter comunicação frequente com a figura-chave, o Rei, a fim de impedir que o Príncipe Herdeiro marchasse para o norte.  Posteriormente, embora o exército grego tenha vencido a Batalha de Giannitsa, situada a 40km a oeste de Salônica, a hesitação de Constantino em capturar a cidade depois de uma semana levou a um confronto aberto com Venizelos. Venizelos, tendo informações precisas da embaixada grega em Sófia sobre o movimento do exército búlgaro em direção à cidade, enviou um telegrama a Constantino em tom severo, responsabilizando-o pela possível perda de Tessalônica. O tom do telegrama de Venizelos e da resposta de Constantino que se seguiu para anunciar o acordo final com os turcos é amplamente considerado como o início do conflito entre os dois homens que levaria a Grécia ao Cisma Nacional durante a Primeira Guerra Mundial. Finalmente, em 26 de outubro de 1912, o exército grego entrou em Tessalônica, pouco antes dos búlgaros .  Mas logo surgiu um novo motivo de atrito devido à preocupação de Venizelos sobre a aceitação de Constantino do pedido búlgaro de entrar na cidade. Uma pequena unidade búlgara, que logo se tornou uma divisão completa, mudou-se para a cidade e imediatamente começou a tentar estabelecer um condomínio, apesar das garantias iniciais em contrário, não demonstrando nenhuma intenção de sair. Após o protesto de Venizelos, Constantino pediu que ele assumisse a responsabilidade (como primeiro-ministro), ordenando que os expulsasse, mas isso dificilmente seria uma opção, pois certamente levaria ao confronto com os búlgaros. Na opinião de Venizelos, como Constantino permitiu que os búlgaros entrassem na cidade, ele passou a responsabilidade de um possível conflito com eles para ele, numa tentativa de negar sua falha inicial. Para Constantino, foi uma tentativa de Venizelos de se envolver em questões claramente militares. A maioria dos historiadores concorda que Constantino não conseguiu enxergar as dimensões políticas de suas decisões. Como consequência, ambos os incidentes aumentaram o mal-entendido mútuo pouco antes da ascensão de Constantino ao trono. 
Uma vez concluída a campanha na Macedônia, uma grande parte do exército grego sob o comando do príncipe herdeiro foi transferida para o Epiro e, na Batalha de Bizani, as posições otomanas foram superadas e Ioannina foi tomada em 22 de fevereiro de 1913. Enquanto isso, a marinha grega ocupou rapidamente as ilhas do Mar Egeu, que ainda estavam sob domínio otomano. Após duas vitórias, a frota grega estabeleceu a supremacia naval sobre o Egeu, impedindo os turcos de trazerem reforços para os Balcãs.  
Em 20 de novembro, Sérvia, Montenegro e Bulgária assinaram um tratado de trégua com a Turquia. Isso ocorreu após uma conferência em Londres, da qual a Grécia participou, embora o exército grego ainda continuasse suas operações na frente do Épiro. A conferência levou ao Tratado de Londres entre os países dos Balcãs e a Turquia. Essas duas conferências deram as primeiras indicações da eficiência diplomática e do realismo de Venizelos. Durante as negociações e enfrentando os perigos do maximalismo búlgaro, Venizelos conseguiu estabelecer relações estreitas com os sérvios. Um protocolo militar sérvio-grego foi assinado em 1º de junho de 1913, garantindo proteção mútua em caso de um ataque búlgaro. 

#### Segunda Guerra dos Balcãs
Apesar de tudo isso, os búlgaros ainda queriam se tornar uma potência hegemônica nos Bálcãs e fizeram reivindicações excessivas para esse fim, enquanto a Sérvia pedia mais território do que o que foi inicialmente acordado com os búlgaros. A Sérvia estava pedindo uma revisão do tratado original, pois já havia perdido o norte da Albânia devido à decisão das Grandes Potências de estabelecer o estado da Albânia em uma área que havia sido reconhecida como território sérvio de expansão pelo tratado servo-búlgaro pré-guerra. Os búlgaros também reivindicaram Tessalônica e a maior parte da Macedônia. Na conferência de Londres, Venizelos rejeitou estas alegações, citando o facto de ter sido ocupada pelo exército grego,  e de a Bulgária ter negado qualquer acordo definitivo sobre reivindicações territoriais durante as discussões pré-guerra, tal como tinha feito com a Sérvia. 

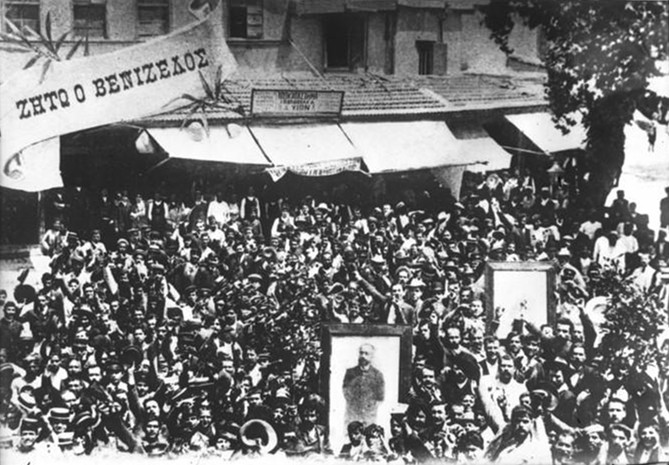
Manifestação na Grécia durante as Guerras dos Bálcãs com as palavras "Vida Longa Venizelos".

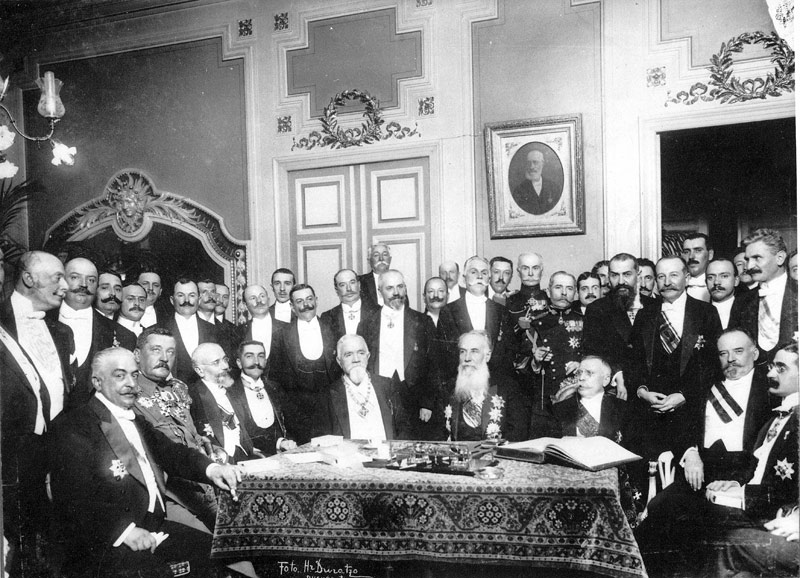
Venizelos com outros participantes nas negociações do tratado de paz de Bucareste

A ruptura entre os aliados, devido às reivindicações búlgaras, era inevitável, e a Bulgária se viu contra a Grécia e a Sérvia. Em 19 de maio de 1913, um pacto de aliança foi assinado em Tessalônica entre a Grécia e a Sérvia. Em 19 de junho, a Segunda Guerra Balcânica começou com um ataque surpresa búlgaro contra posições sérvias e gregas. Constantino, agora rei após o assassinato de seu pai em março, neutralizou as forças búlgaras em Tessalônica e empurrou o exército búlgaro ainda mais para trás com uma série de vitórias duramente conquistadas. A Bulgária foi dominada pelos exércitos grego e sérvio, enquanto no norte a Romênia interferia contra a Bulgária e o exército romeno marchava em direção a Sófia; os otomanos também aproveitaram a situação e retomaram a maior parte do território tomado pela Bulgária. Os búlgaros pediram uma trégua. Venizelos foi até Hadji-Beylik, onde ficava o quartel-general grego, para conversar com Constantino sobre as reivindicações territoriais gregas na conferência de paz. Depois ele foi para Bucareste, onde uma conferência de paz foi realizada. Em 28 de junho de 1913, um tratado de paz foi assinado com Grécia, Montenegro, Sérvia e Romênia de um lado e Bulgária do outro. Assim, após duas guerras bem-sucedidas, a Grécia duplicou o seu território ao ganhar a maior parte da Macedônia, o Epiro, Creta e o resto das Ilhas do Mar Egeu,  embora o estatuto destas últimas permanecesse ainda indeterminado e fosse uma causa de tensão com os Otomanos. 

### Primeira Guerra Mundial e Grécia

#### Disputa sobre o papel da Grécia na Primeira Guerra Mundial
Com a eclosão da Primeira Guerra Mundial e a invasão austro-húngara da Sérvia, surgiu uma questão importante em relação à participação da Grécia e da Bulgária na guerra. A Grécia tinha um tratado ativo com a Sérvia, que foi o tratado ativado no ataque búlgaro de 1913 que causou a Segunda Guerra Balcânica. Esse tratado foi concebido em um contexto puramente balcânico e, portanto, era inválido contra a Áustria-Hungria, como era apoiado por Constantino e seus conselheiros. 
A situação mudou quando os Aliados, numa tentativa de ajudar a Sérvia, ofereceram à Bulgária a área de Monastir - Ocrida da Sérvia e a Macedônia Oriental Grega (as áreas de Kavala e Drama) se ela se juntasse à Entente. Venizelos, tendo recebido garantias sobre a Ásia Menor se os gregos participassem da aliança, concordou em ceder a área à Bulgária. 

Mas o antibulgarismo de Constantino tornou tal transação impossível. Constantino se recusou a ir para a guerra nessas condições, e os homens se separaram. Como consequência, a Bulgária se juntou às Potências Centrais e invadiu a Sérvia, um evento que levou ao colapso final do país. A Grécia permaneceu neutra. Venizelos apoiou uma aliança com a Entente, não apenas acreditando que a Grã-Bretanha e a França venceriam, mas também que era a única escolha para a Grécia porque a combinação do forte controle naval anglo-francês sobre o Mediterrâneo e a distribuição geográfica da população grega na costa poderia ter efeitos negativos no caso de um bloqueio naval, como ele caracteristicamente observou:
Não se pode chutar contra a geografia!
Por outro lado, Constantino favorecia as Potências Centrais e queria que a Grécia permanecesse neutra. Ele foi influenciado tanto por sua crença na superioridade militar da Alemanha quanto por sua esposa alemã, a rainha Sofia, e sua corte pró-alemã. Ele, portanto, esforçou-se por garantir uma neutralidade que fosse favorável à Alemanha e à Áustria-Hungria. 
Em 1915, Winston Churchill (então Primeiro Lorde do Almirantado) sugeriu que a Grécia tomasse medidas em Dardanelos em nome dos aliados. Venizelos viu isso como uma oportunidade de colocar o país do lado da Entente no conflito. No entanto, o Rei e o Estado-Maior do Exército Helênico discordaram e Venizelos apresentou a sua demissão em 21 de Fevereiro de 1915.  O partido de Venizelos venceu as eleições e formou um novo governo. 

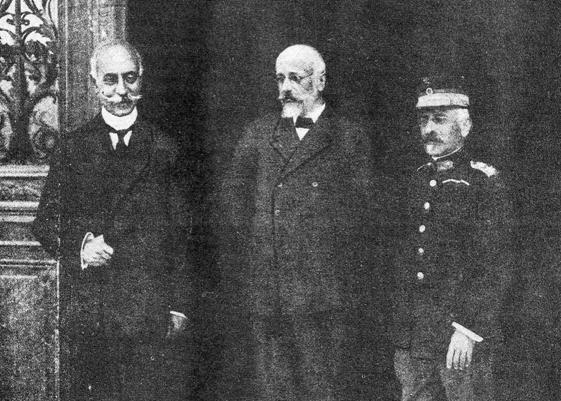
O "Triunvirato da Defesa Nacional" em Tessalônica. E-D: Almirante Pavlos Kountouriotis, Venizelos e General Panagiotis Danglis.

#### Cisma Nacional
Embora Venizelos tenha prometido permanecer neutro, após as eleições de 1915, ele disse que o ataque da Bulgária à Sérvia, com a qual a Grécia tinha um tratado de aliança, o obrigava a abandonar essa política. Ocorreu uma mobilização em pequena escala do exército grego. 
A disputa entre Venizelos e o rei atingiu o auge logo depois disso, e o rei invocou uma disposição constitucional grega que dava ao monarca o direito de demitir um governo unilateralmente. Entretanto, usando a desculpa de salvar a Sérvia, em Outubro de 1915, a Entente desembarcou um exército em Salónica,  após convite de Venizelos. A ação do primeiro-ministro Venizelos enfureceu Constantino. 
A disputa continuou entre os dois homens e, em dezembro de 1915, o rei Constantino forçou Venizelos a renunciar pela segunda vez e dissolveu o parlamento dominado pelos liberais, convocando novas eleições. Venizelos deixou Atenas e voltou para Creta. Venizelos não participou nas eleições, por considerar inconstitucional a dissolução do Parlamento.  

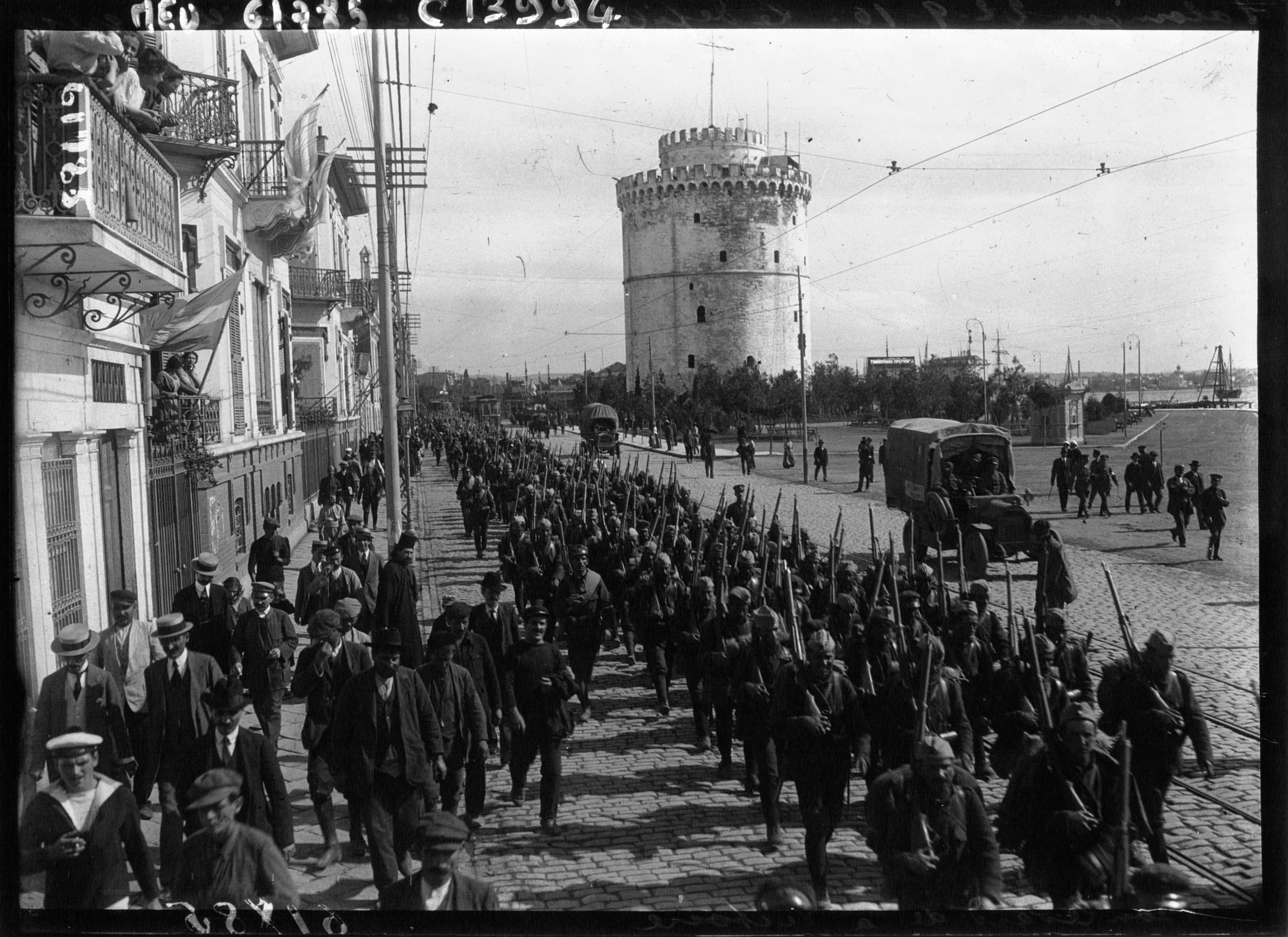
O 1º Batalhão do Exército de Defesa Nacional marcha diante da Torre Branca a caminho do front.

Em 26 de maio de 1916, o Forte Rupel (um importante forte militar na Macedônia) foi incondicionalmente rendido pelo governo monarquista às forças germano-búlgaras.  Isso causou uma impressão deplorável. Os Aliados temiam uma possível aliança secreta entre o governo monarquista e as Potências Centrais, colocando seus exércitos em grave perigo na Macedônia. Por outro lado, a rendição de Forte Rupel para Venizelos e seus apoiadores significou o início da destruição da Macedônia Grega. Apesar das garantias alemãs de que a integridade do Reino da Grécia seria respeitada, eles não conseguiram conter as forças búlgaras, que começaram a deslocar a população grega, e em 4 de setembro Kavala foi ocupada. 
Em 16 de agosto de 1916, durante um comício em Atenas, e com o apoio do exército aliado que havia desembarcado em Tessalônica sob o comando do general Maurice Sarrail, Venizelos anunciou publicamente sua total discordância com as políticas da Coroa. O efeito disso foi polarizar ainda mais a população entre os monarquistas (também conhecidos como anti-venezuelanos ), que apoiavam a coroa, e os venizelistas, que apoiavam Venizelos. Em 30 de agosto de 1916, oficiais do exército venizelista organizaram um golpe militar em Tessalônica e proclamaram o "Governo Provisório de Defesa Nacional". Venizelos, juntamente com o Almirante Pavlos Kountouriotis e o General Panagiotis Danglis, concordaram em formar um governo provisório e, em 9 de outubro, mudaram-se para Tessalônica e assumiram o comando da Defesa Nacional para supervisionar a participação grega no esforço de guerra aliado. O triunvirato, como os três homens ficaram conhecidos, formou este governo em conflito direto com o establishment político de Atenas.  Lá, eles fundaram um "estado provisório" separado, incluindo o norte da Grécia, Creta e as ilhas do mar Egeu, com o apoio da Entente.  Basicamente, essas áreas compreendiam as "Novas Terras" conquistadas durante as Guerras dos Bálcãs, nas quais Venizelos desfrutava de amplo apoio, enquanto a "Velha Grécia" era majoritariamente pró-monarquista. Entretanto, Venizelos declarou: "não somos contra o rei, mas contra os búlgaros". Ele não queria abolir a monarquia e continuou seus esforços para persuadir o rei a se juntar aos Aliados, culpando seus "maus conselheiros" por sua posição.
O governo de Defesa Nacional começou a reunir um exército para a frente macedônia e logo participou de operações contra as forças das Potências Centrais. 

#### “Noemvriana” – A Grécia entra na Primeira Guerra Mundial

Tropas francesas em Atenas, com a Acrópole ao fundo, após a Noemvriana.

Nos meses seguintes à criação do governo provisório em Tessalônica, no final de agosto, as negociações entre os Aliados e o rei se intensificaram. Os Aliados queriam uma maior desmobilização do exército grego como contrapeso à rendição incondicional do Forte Rupel pelo governo monarquista e à evacuação militar da Tessália para garantir a segurança de suas tropas na Macedônia. Por outro lado, o rei queria garantias de que os Aliados não reconheceriam oficialmente o governo provisório de Venizelos nem o apoiariam mais, garantias de que a integridade e a neutralidade da Grécia seriam respeitadas e uma promessa de que qualquer material de guerra entregue aos Aliados seria devolvido após a guerra. 
O uso franco-britânico do território grego em cooperação com o governo de Venizelos [b] ao longo de 1916 foi contestado nos círculos monarquistas e, portanto, aumentou a popularidade de Constantino e causou muita excitação, tendo ocorrido várias manifestações anti-Aliados em Atenas.  Além disso, um movimento crescente tinha sido desenvolvido no exército entre oficiais inferiores, liderados pelos oficiais militares Ioánnis Metaxás e Sofoklis Dousmanis, determinados a opor-se ao desarmamento e à entrega de quaisquer materiais de guerra aos Aliados. 

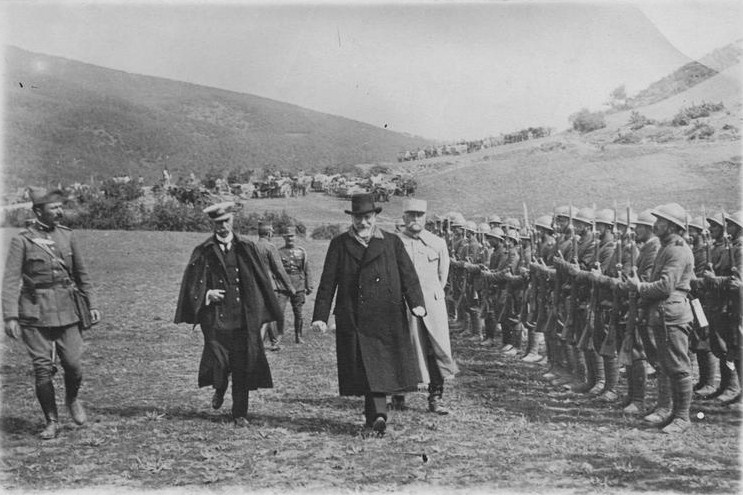
Venizelos analisa uma seção do exército grego na frente macedônia durante a Primeira Guerra Mundial, 1918. Ele está acompanhado pelo Almirante Pavlos Koundouriotis (à esquerda) e pelo General Maurice Sarrail (à direita).

A pressão dos Aliados sobre o governo de Atenas continuou. No dia seguinte, 24 de novembro, du Fournet apresentou um novo ultimato ao governo de Atenas, terminando em 1º de dezembro, exigindo a rendição imediata de pelo menos dez baterias de montanha.  O almirante fez um último esforço para persuadir o rei a aceitar as exigências da França. Ele informou ao rei que, de acordo com suas ordens, desembarcaria um contingente aliado com o objetivo de ocupar certas posições em Atenas até que suas exigências fossem satisfeitas.  Em resposta, o rei alegou que foi pressionado pelo exército e pelo povo a não se submeter ao desarmamento e se recusou a assumir qualquer compromisso. No entanto, ele prometeu que as forças gregas receberiam ordens para não disparar contra o contingente aliado.  Apesar da gravidade da situação, tanto o governo monarquista quanto os Aliados deixaram que os acontecimentos seguissem seu próprio curso. O governo monarquista decidiu rejeitar as exigências dos almirantes em 29 de novembro, e uma resistência armada foi organizada. Em 30 de novembro, unidades militares e milícias monarquistas (os epistratoi, "reservistas") das áreas vizinhas foram convocadas e reunidas em Atenas e arredores (no total, mais de 20.000 homens   ) e ocuparam posições estratégicas, com ordens de não disparar, a menos que fossem alvejados.  Por outro lado, as autoridades aliadas falharam em sua avaliação do clima predominante. Um diplomata insistiu caracteristicamente que os gregos estavam a blefar e que, perante a força, iriam “trazer os canhões numa bandeja”; um ponto de vista que Du Fournet também partilhava. 

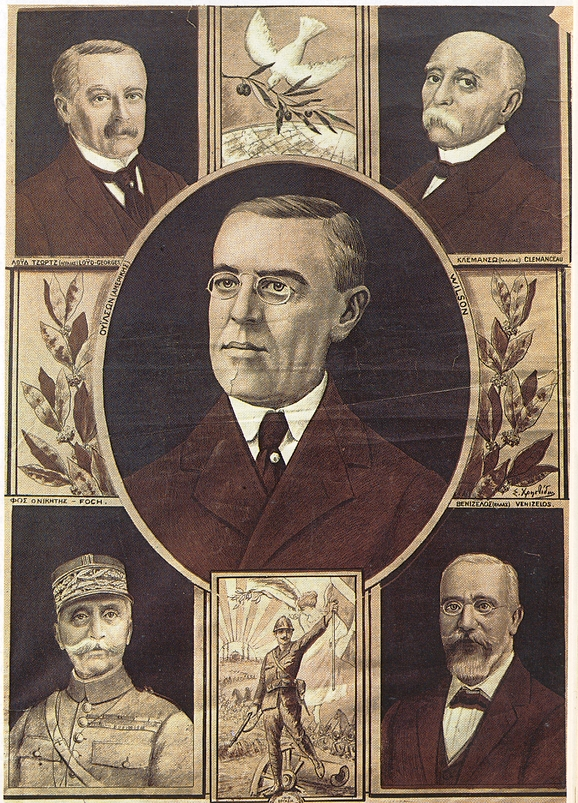
Litografia grega representando Venizelos junto com os principais líderes aliados da Primeira Guerra Mundial, David Lloyd George, Georges Clemenceau, Ferdinand Foch e Woodrow Wilson.

Os Aliados desembarcaram um pequeno contingente em Atenas em 1 de dezembro [Calend. juliano: 18 de novembro] 1916. No entanto, encontrou resistência organizada, e um confronto armado ocorreu por um dia até que um acordo fosse alcançado. Após a evacuação do contingente aliado de Atenas no dia seguinte, uma multidão monarquista se alastrou pela cidade por três dias, tendo como alvo os apoiadores de Venizelos. O incidente ficou conhecido como Noemvriana na Grécia, que usava o calendário antigo na época, e criou uma profunda divisão entre os venizelistas e seus oponentes políticos, aprofundando o que viria a ser conhecido como Cisma Nacional . 
Após o confronto armado em Atenas, em 2 de dezembro [Calend. juliano: 19 de novembro] 1916, a Grã-Bretanha e a França reconheceram oficialmente o governo de Venizelos como o governo legítimo, dividindo efetivamente a Grécia em duas entidades separadas.  Em 7 de dezembro [Calend. juliano: 24 de novembro] 1916, o governo provisório de Venizelos declarou oficialmente guerra às Potências Centrais.   Em resposta, foi emitido um mandado real para a prisão de Venizelos e o Arcebispo de Atenas, sob pressão da casa real,  anatematizou-o.  Os Aliados, não querendo arriscar um novo fiasco, mas determinados a resolver o problema, estabeleceram um bloqueio naval em torno do sul da Grécia, que ainda era leal ao rei, e que causou extremas dificuldades às pessoas nessas áreas.  Em Junho, a França e a Grã-Bretanha decidiram invocar a sua obrigação como “potências protectoras”, que tinham prometido garantir uma forma constitucional para a Grécia na altura em que o Reino foi criado, para exigir a demissão do rei.  Constantino aceitou e em 15 de junho de 1917 foi para o exílio, deixando seu filho Alexandre no trono, conforme exigido (a quem os Aliados consideravam pró-Entente), em vez de seu filho mais velho e príncipe herdeiro, Jorge.   Sua partida foi seguida pela deportação de muitos monarquistas proeminentes, especialmente oficiais do exército como Ioánnis Metaxás, para o exílio na França e na Itália.
O curso dos acontecimentos abriu caminho para que Venizelos retornasse a Atenas em 29 de maio de 1917, e a Grécia, agora unificada, entrou oficialmente na guerra ao lado dos Aliados. Posteriormente, todo o exército grego foi mobilizado (embora as tensões permanecessem dentro do exército entre os apoiantes da monarquia e os apoiantes de Venizelos) e começou a participar em operações militares contra o exército das Potências Centrais na frente macedónia. 

#### Conclusão da Primeira Guerra Mundial

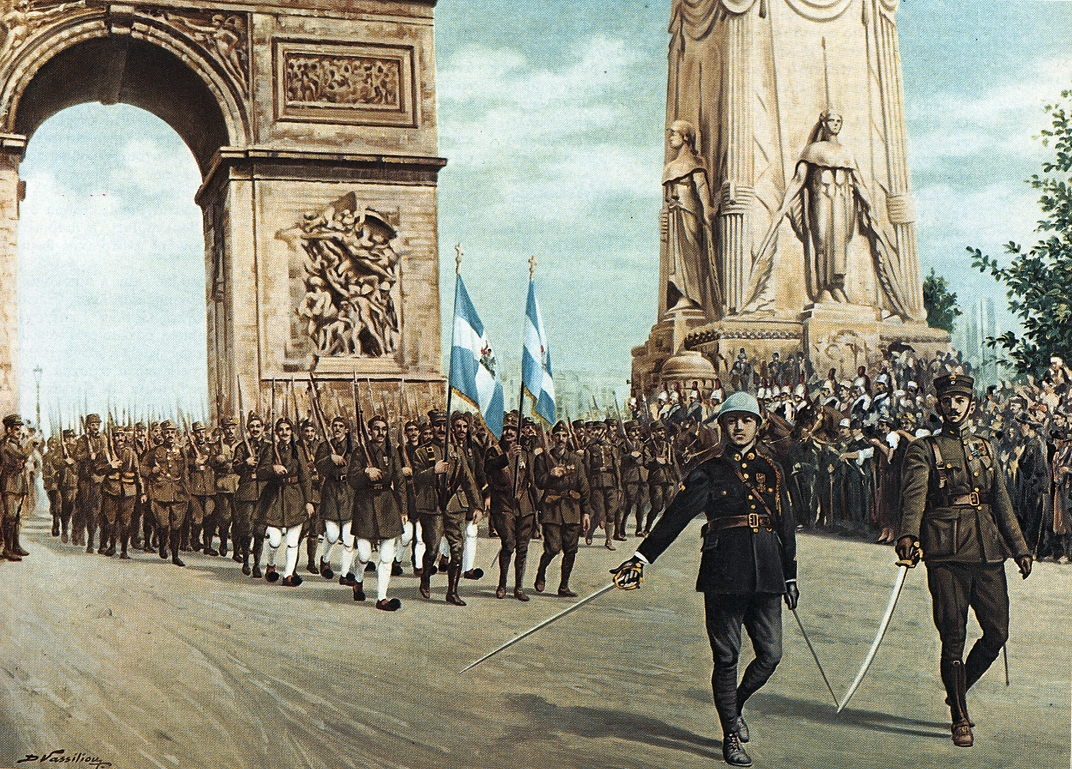
Pintura representando unidades militares gregas no Desfile da Vitória na Primeira Guerra Mundial no Arco do Triunfo, Paris. Julho de 1919.

Venizelos em 1919.

No outono de 1918, o exército grego tinha 300.000 soldados e era o maior componente nacional do exército aliado na frente macedónia.  A presença de todo o exército grego deu a massa crítica que alterou o equilíbrio entre os oponentes na frente macedônia. Sob o comando do general francês Franchet d'Espèrey, uma força combinada de gregos, sérvios, franceses e britânicos lançou uma grande ofensiva contra os exércitos búlgaro e alemão, começando em 14 de setembro de 1918. Após os primeiros combates pesados (veja Batalha de Skra), os búlgaros abandonaram suas posições defensivas e começaram a recuar em direção ao seu país. Em 24 de setembro, o governo búlgaro pediu um armistício, que foi assinado cinco dias depois. O exército aliado então avançou para o norte e derrotou as forças alemãs e austríacas restantes que tentaram deter a ofensiva aliada. Em outubro de 1918, os exércitos aliados recapturaram toda a Sérvia e se prepararam para invadir a Hungria. A ofensiva foi interrompida porque a liderança húngara ofereceu rendição em novembro de 1918, marcando a dissolução do império austro-húngaro. A quebra da frente macedônia foi um dos avanços importantes do impasse militar e ajudou a pôr fim à guerra. A Grécia obteve um assento sob Venizelos na Conferência de Paz de Paris. 

#### Tratado de Sèvres e tentativa de assassinato

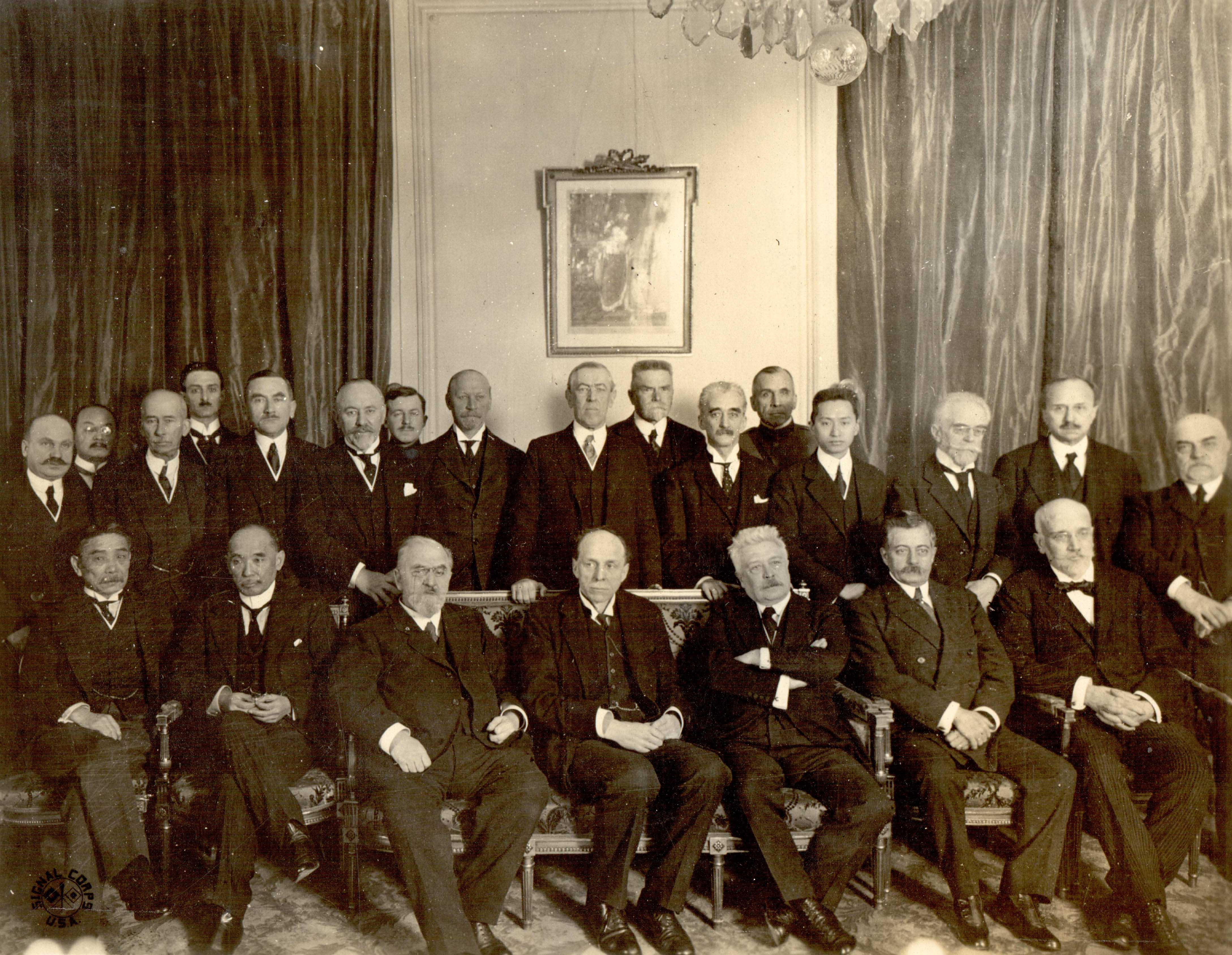
Foto dos membros da comissão da Liga das Nações criada pela Sessão Plenária da Conferência Preliminar de Paz, Paris, França, 1919. Venizelos fica à direita.

Após o fim da Primeira Guerra Mundial, Venizelos participou da Conferência de Paz de Paris de 1919 como principal representante da Grécia. Durante a sua ausência da Grécia durante quase dois anos, adquiriu uma reputação como estadista internacional de considerável estatura.  Diz-se que o Presidente Woodrow Wilson colocou Venizelos em primeiro lugar em termos de capacidade pessoal entre todos os delegados reunidos em Paris para definir os termos da Paz. 

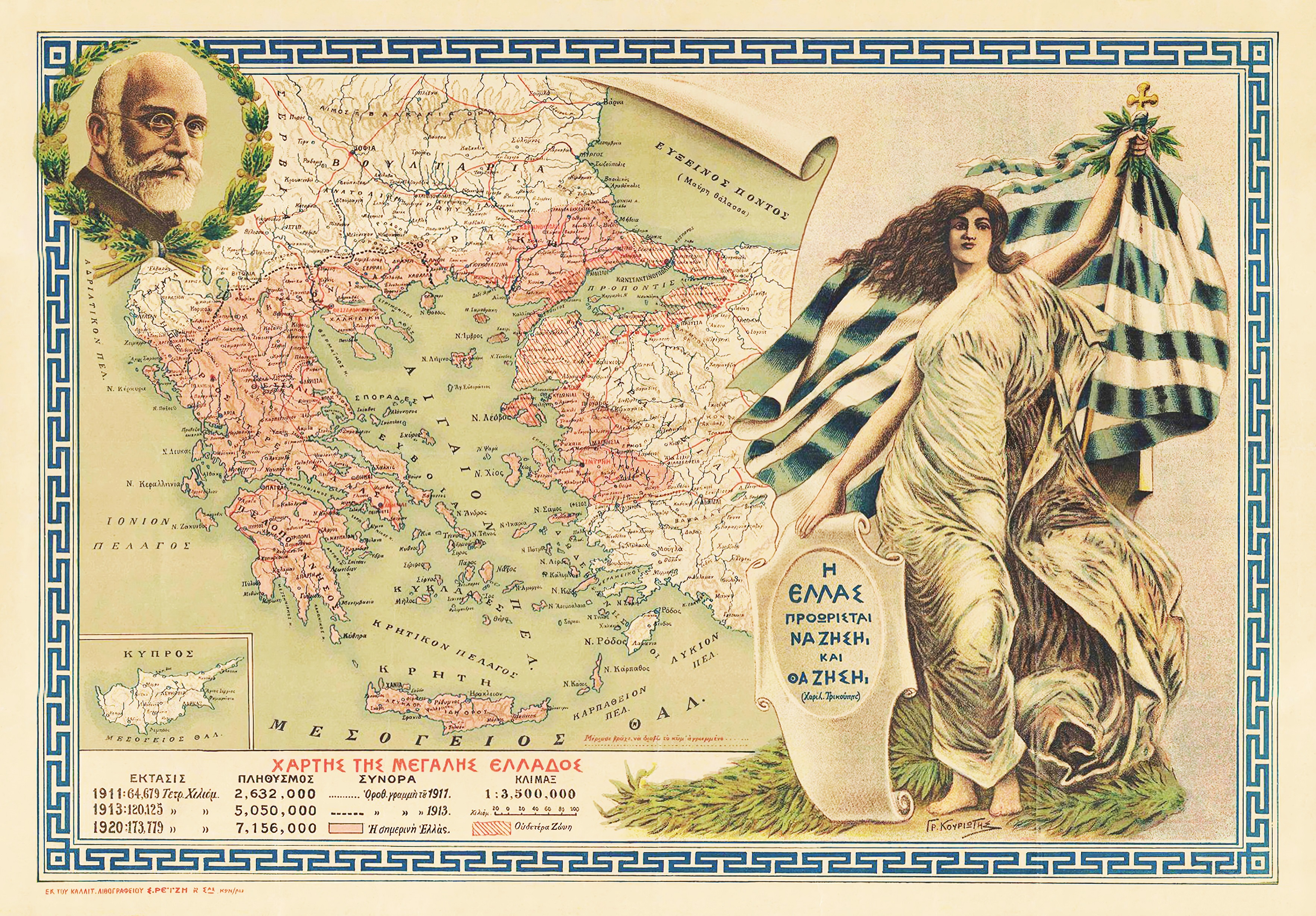
Mapa da Grande Grécia após o Tratado de Sèvres, quando a Ideia Mégali parecia próxima da realização, apresentando Eleftherios Venizelos.

Em julho de 1919, Venizelos chegou a um acordo com os italianos sobre a cessão do Dodecaneso e garantiu uma extensão da área grega na periferia de Esmirna. O Tratado de Neuilly com a Bulgária, em 27 de novembro de 1919, e o Tratado de Sèvres com o Império Otomano, em 10 de agosto de 1920, foram triunfos tanto para Venizelos como para a Grécia.    Como resultado destes tratados, a Grécia adquiriu a Trácia Ocidental, a Trácia Oriental, Esmirna, as ilhas do mar Egeu Imvros, Tênedos e o Dodecaneso, exceto Rodes. [c]

A tentativa de assassinato por monarquistas gregos na Gare de Lyon.

Apesar de tudo isso, o fanatismo continuou a criar uma profunda divisão entre os partidos políticos opostos e a impeli-los a ações inaceitáveis. Em sua viagem de volta para casa em 12 de agosto de 1920, Venizelos sobreviveu a um ataque de assassinato por dois soldados monarquistas na estação ferroviária Gare de Lyon, em Paris.  Este evento provocou agitação na Grécia, com apoiadores venizelistas se envolvendo em atos de violência contra antivenizelistas conhecidos, e alimentou ainda mais a divisão nacional. A perseguição aos opositores de Venizelos atingiu o seu clímax com o assassinato do idiossincrático anti-venizelista Ion Dragoumis  pelos paramilitares venizelistas a 13 de Agosto.  Após a sua recuperação, Venizelos regressou à Grécia, onde foi recebido como um herói por ter libertado áreas com populações gregas e criado um estado que se estendia por “cinco mares e dois continentes”. 

### Derrota eleitoral de 1920, autoexílio e o Grande Desastre

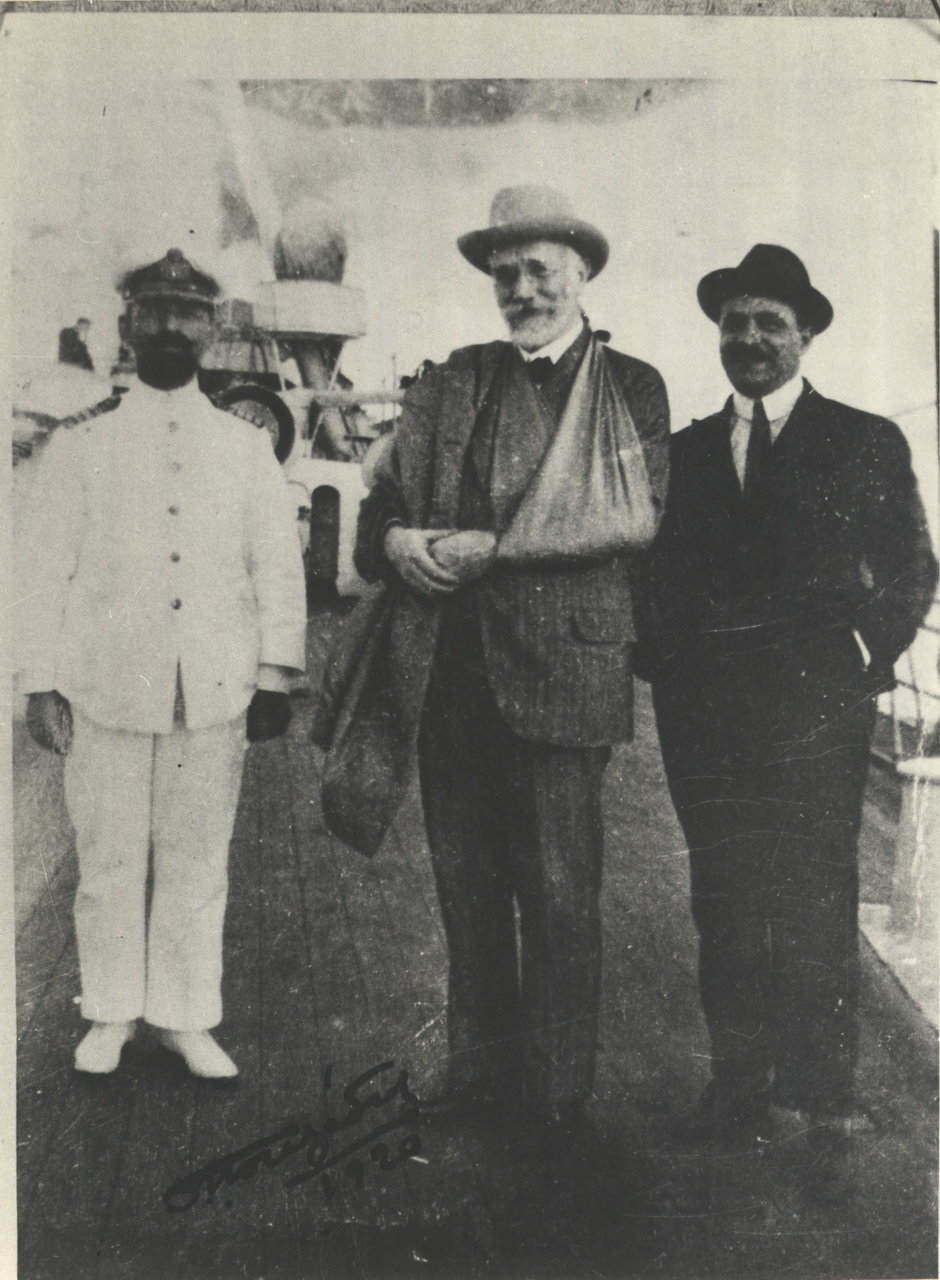
Venizelos na viagem de volta à Grécia, ferido na tentativa de assassinato em Paris

O rei Alexandre da Grécia morreu de envenenamento do sangue causado por uma mordida de macaco dois meses após a assinatura do tratado em 25 de outubro de 1920. Sua morte reacendeu a questão constitucional sobre se a Grécia deveria ser uma monarquia ou uma república e transformou as eleições de novembro em uma disputa entre Venizelos e o retorno do rei exilado Constantino I da Grécia, pai de Alexandre. Nas eleições, os anti-venizelistas, a maioria deles apoiantes de Constantino, garantiram 246 dos 370 assentos.  A derrota foi uma surpresa para a maioria das pessoas, e Venizelos nem sequer conseguiu ser eleito deputado.  O próprio Venizelos atribuiu isso ao cansaço da guerra do povo grego, que estava em armas quase sem interrupção desde 1912. Os venizelistas acreditavam que a promessa de desmobilização e retirada da Ásia Menor era a arma mais potente de oposição. O abuso de poder pelos venizelistas no período de 1917-1920 e a perseguição dos seus adversários foram também mais uma causa para as pessoas votarem a favor da oposição.  Assim, em 6 de Dezembro de 1920, o Rei Constantino foi destituído por um plebiscito.  Isto causou grande insatisfação não só às populações recentemente libertadas na Ásia Menor, mas também às Grandes Potências que se opuseram ao regresso de Constantino.  Como resultado da sua derrota, Venizelos partiu para Paris e retirou-se da política. 

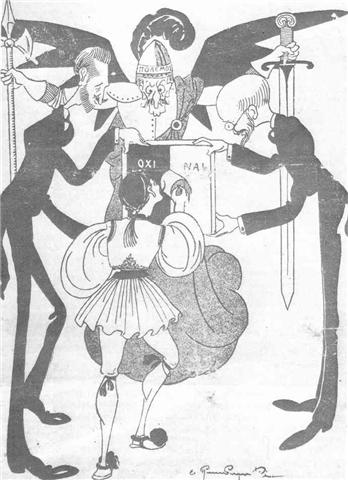
Caricatura relacionada à eleição parlamentar de 1920, retratando Venizelos e seu principal oponente político Dimitrios Gounaris.

Quando os antivenizelistas chegaram ao poder, ficou claro que eles pretendiam continuar a campanha na Ásia Menor. No entanto, a rejeição dos oficiais militares pró-venizelistas experientes na guerra por razões políticas  e pela subestimação das capacidades do exército turco,  influenciou o curso subsequente da guerra. A Itália e a França também encontraram um pretexto útil na restauração real para fazer as pazes com Mustafa Kemal (líder dos turcos). Em Abril de 1921, todas as Grandes Potências declararam a sua neutralidade; a Grécia foi a única a continuar a guerra.  Mustafa Kemal lançou um ataque massivo em 26 de agosto de 1922, e as forças gregas foram derrotadas em Esmirna, que logo caiu nas mãos dos turcos em 8 de setembro de 1922 (ver Grande Incêndio de Esmirna). 

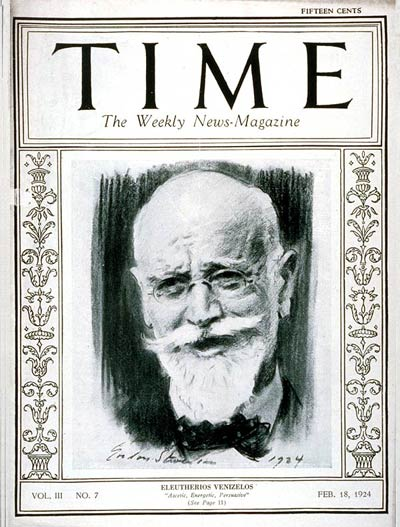
Eleftherios Venizelos na capa da revista Time, 18 de fevereiro de 1924.

Após a derrota do exército grego pelos turcos em 1922 e a subsequente insurreição armada liderada pelos coronéis Nikolaos Plastiras e Stylianos Gonatas, o rei Constantino foi destronado (e sucedido por seu filho mais velho, Jorge), e seis líderes monarquistas foram executados. Venizelos assumiu a liderança da delegação grega que negociou os termos de paz com os turcos. Ele assinou o Tratado de Lausanne com a Turquia em 24 de julho de 1923. O efeito disso foi que mais de um milhão de gregos (cristãos) foram expulsos da Turquia em troca dos mais de 500.000 turcos (muçulmanos) expulsos da Grécia, e a Grécia foi forçada a desistir das reivindicações da Trácia oriental, Imbros e Tenedos para a Turquia. Após uma fracassada insurreição pró-monarquista liderada pelo general Ioannis Metaxas, o rei Jorge II da Grécia foi forçado ao exílio. Venizelos retornou à Grécia e serviu como primeiro-ministro até 1924, quando disputas com antimonarquistas o forçaram a retornar ao exílio. 
Durante essas ausências do poder, ele traduziu Tucídides para o grego moderno, embora a tradução e o comentário incompleto só tenham sido publicados em 1940, após sua morte. 

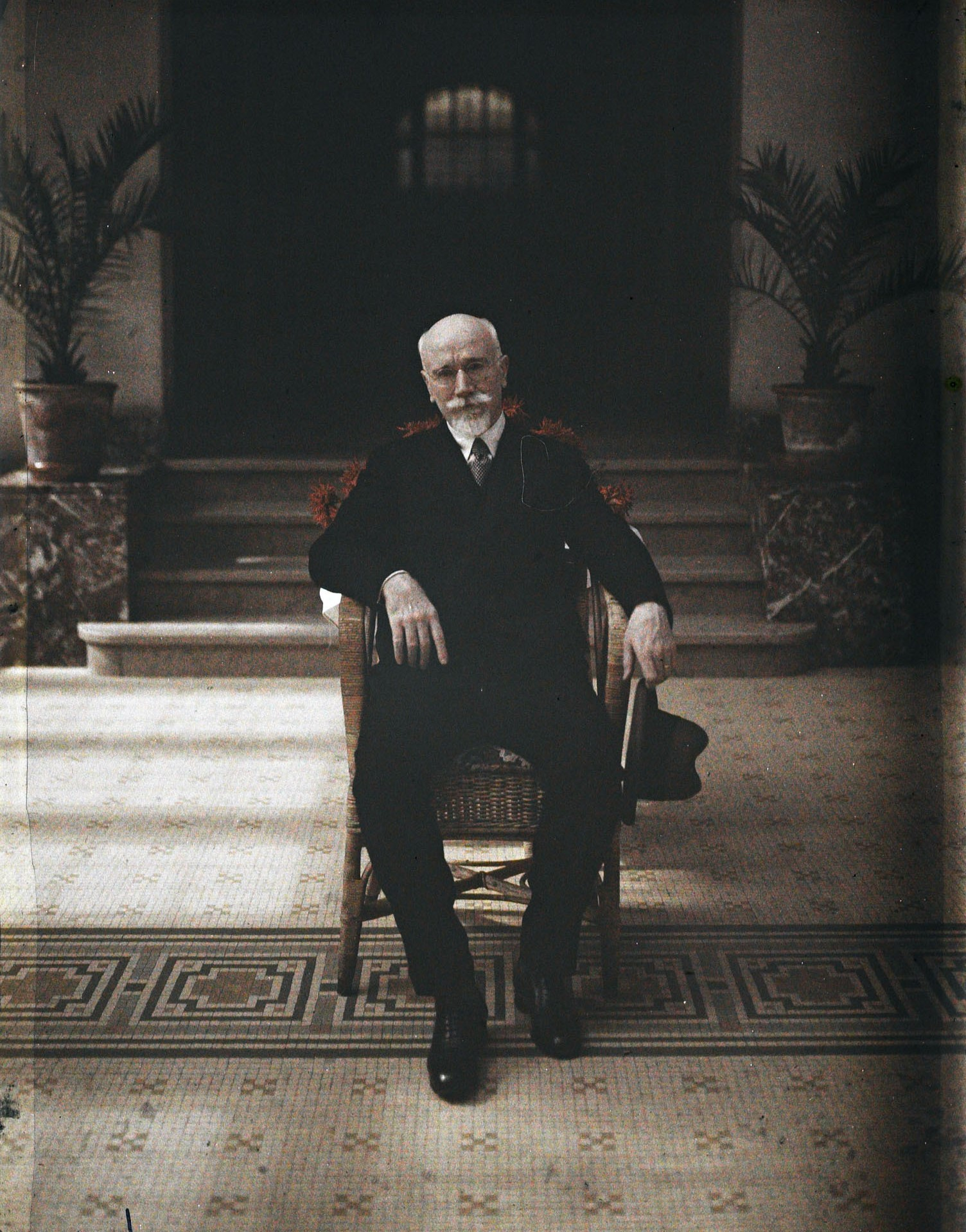
Venizelos em Haia, 1929 autocromo de Stéphane Passet

### Retorno ao poder (1928–1932): aliança greco-turca, tentativa de assassinato e subsequente exílio
Nas eleições realizadas em 5 de julho de 1928, o partido de Venizelos recuperou o poder e forçou o governo a realizar novas eleições em 19 de agosto do mesmo ano; desta vez, seu partido conquistou 228 das 250 cadeiras no Parlamento. Durante esse período, Venizelos tentou acabar com o isolamento diplomático da Grécia restaurando as relações normais com os vizinhos do país. Seus esforços foram bem-sucedidos nos casos do recém-fundado Reino da Iugoslávia e da Itália. Primeiramente, Venizelos assinou um acordo em 23 de setembro de 1928 com Benito Mussolini em Roma, e então iniciou negociações com a Iugoslávia, que resultaram em um Tratado de Amizade assinado em 27 de março de 1929. Um protocolo adicional estabeleceu o status da zona de livre comércio iugoslava de Tessalônica de uma forma favorável aos interesses gregos. No entanto, apesar dos esforços coordenados britânicos sob Arthur Henderson em 1930-1931, a reconciliação total com a Bulgária nunca foi alcançada durante seu mandato. Venizelos também foi cauteloso em relação à Albânia e, embora as relações bilaterais permanecessem em um bom nível, nenhuma iniciativa foi tomada por nenhum dos lados visando a solução final das questões não resolvidas (principalmente relacionadas ao status da minoria grega do sul da Albânia). 

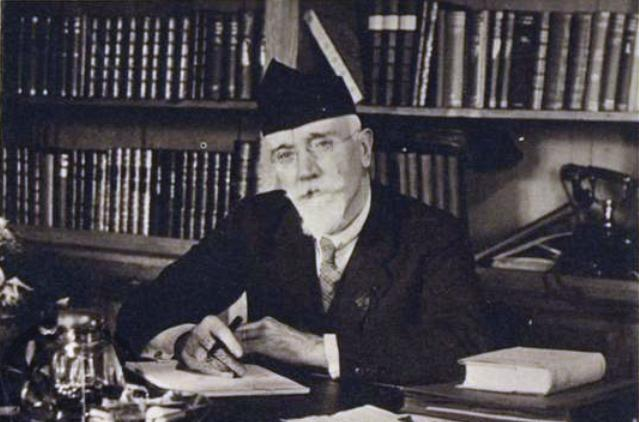
Venizelos, usando seu típico quepe lateral, sentado em sua mesa (1930).

A maior conquista de Venizelos na política externa durante esse período foi a reconciliação com a Turquia. Venizelos expressou sua vontade de melhorar as relações bilaterais greco-turcas antes mesmo de sua vitória eleitoral em um discurso em Tessalônica (23 de julho de 1928). Onze dias após a formação de seu governo, ele enviou cartas ao primeiro-ministro e ao ministro das Relações Exteriores da Turquia (İsmet İnönü e Tevfik Rüştü Aras, respectivamente), declarando que a Grécia não tinha aspirações territoriais em detrimento de seu país. A resposta de İnönü foi positiva e a Itália estava ansiosa para ajudar os dois países a chegarem a um acordo. As negociações, no entanto, estagnaram devido à questão complicada das propriedades das populações trocadas . Finalmente, os dois lados chegaram a um acordo em 30 de abril de 1930; em 25 de outubro, Venizelos visitou a Turquia e assinou um tratado de amizade. Venizelos chegou mesmo a indicar o nome de Atatürk para o Prémio Nobel da Paz de 1934,  destacando o respeito mútuo entre os dois líderes.  O chanceler alemão Hermann Müller descreveu a reaproximação greco-turca como a "maior conquista vista na Europa desde o fim da Grande Guerra". No entanto, a iniciativa de Venizelos foi criticada internamente não apenas pela oposição, mas também por membros de seu próprio partido, que representavam os refugiados gregos da Turquia. Venizelos foi acusado de fazer muitas concessões nas questões de armamentos navais e das propriedades dos gregos que foram expulsos da Turquia de acordo com o Tratado de Lausanne. 

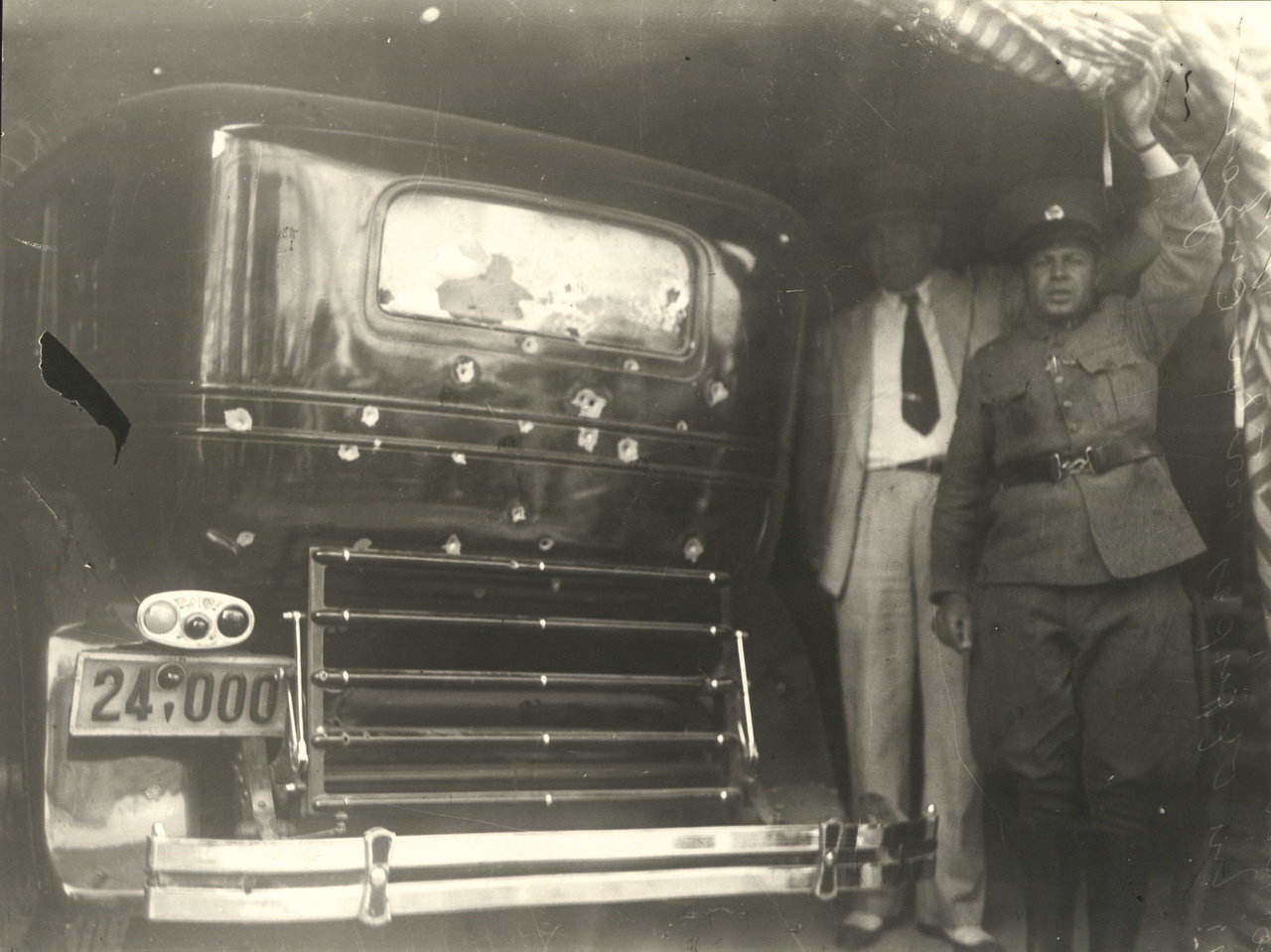
O carro de Venizelos após a tentativa de assassinato de 1933

Em 1929, o governo Venizelos, em um esforço para evitar reações das classes mais baixas, cujas condições haviam piorado devido à onda de imigração, introduziu o chamado Idionímon (#4229), uma lei que restringia as liberdades civis e iniciava a repressão contra o sindicalismo, os apoiadores de esquerda e os comunistas. 
A sua posição interna foi, no entanto, enfraquecida pelos efeitos da Grande Depressão no início da década de 1930;  e nas eleições de 1932 foi derrotado pelo Partido Popular sob Panagis Tsaldaris. O clima político tornou-se mais tenso e, em 1933, Venizelos foi alvo de uma segunda tentativa de assassinato.  As tendências pró-monarquistas do novo governo levaram a duas tentativas de golpe venizelista pelo general Nikolaos Plastiras: uma em 1933 e outra em 1935. O fracasso deste último foi decisivo para o futuro da Segunda República Helênica. Após o fracasso do golpe, Venizelos deixou a Grécia mais uma vez, enquanto ali eram realizados julgamentos e execuções de venizelistas proeminentes, e ele próprio foi condenado à morte à revelia . A República severamente enfraquecida foi abolida em outro golpe em outubro de 1935 pelo general Georgios Kondylis, e Jorge II retornou ao trono após um referendo fraudado em novembro. 

## Morte
Venizelos partiu para Paris e em 12 de março de 1936 escreveu sua última carta a Alexandros Zannas. Ele sofreu um derrame na manhã do dia 13 e morreu cinco dias depois em seu apartamento na rua Beaujon, 22.  A absolvição foi realizada em 21 de março na Igreja Ortodoxa Grega de Santo Estêvão; seu corpo foi depositado na cripta antes de seu transporte no dia 23, no início da tarde, para a Gare de Lyon. Seu corpo foi então levado pelo contratorpedeiro Pavlos Kountouriotis para Chania, evitando Atenas para não causar distúrbios. Uma grande cerimônia com grande presença pública acompanhou seu enterro em Akrotiri, Creta. 

## Legado

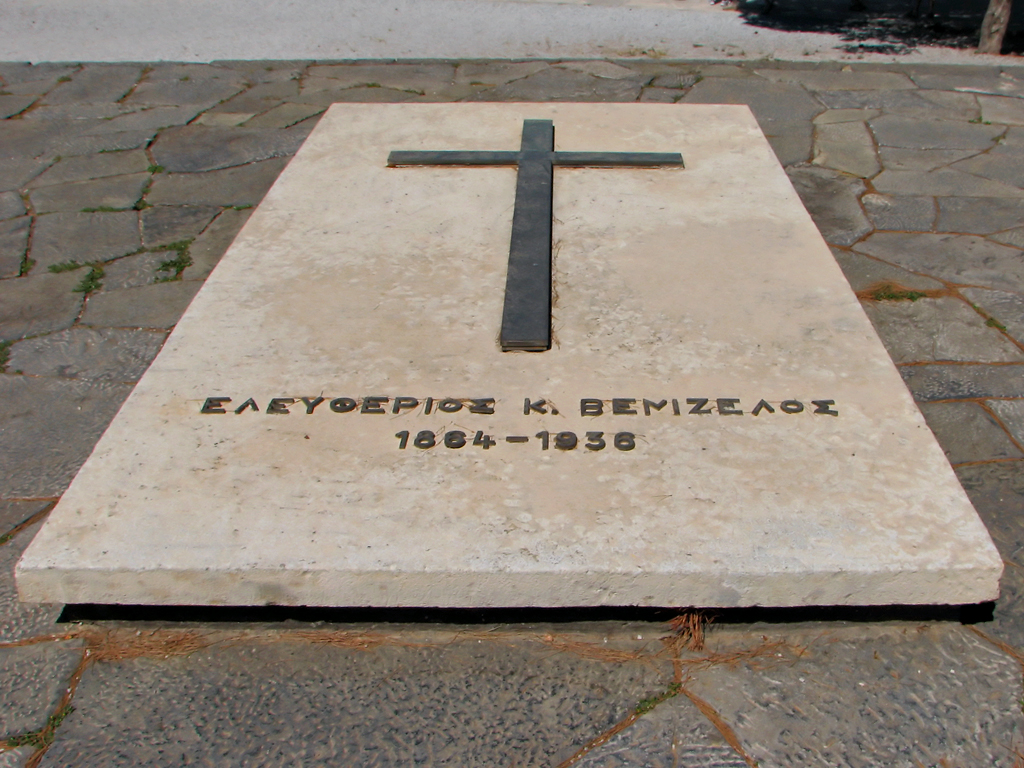
Lápide de Venizelos em Akrotiri, perto de Chania, Creta.

Uma das principais contribuições de Venizelos para a vida política grega foi a criação, em 1910, do Partido Liberal, que contrastava com os partidos gregos daquele período. Até o início do século XX, os partidos gregos eram inspirados pelos poderes protetores (Partido Francês ou Inglês, por exemplo) ou agrupados em torno de uma personalidade política, como Charílaos Trikúpis. O Partido Liberal foi baseado nas ideias de Venizélos (e no golpe militar de Goudi), mas sobreviveu ao seu criador. Além disso, o nascimento de um partido líder coincidiria com o nascimento de um partido oposto. O partido oposto foi refletido em torno da personalidade do rei, mas que sobreviveu às várias abolições da monarquia. O venizelismo, desde o seu início, é essencialmente um movimento republicano liberal que se opõe às ideologias monárquicas e conservadoras anti-venizelistas. Esses dois competiram pelo poder durante o período entre guerras.

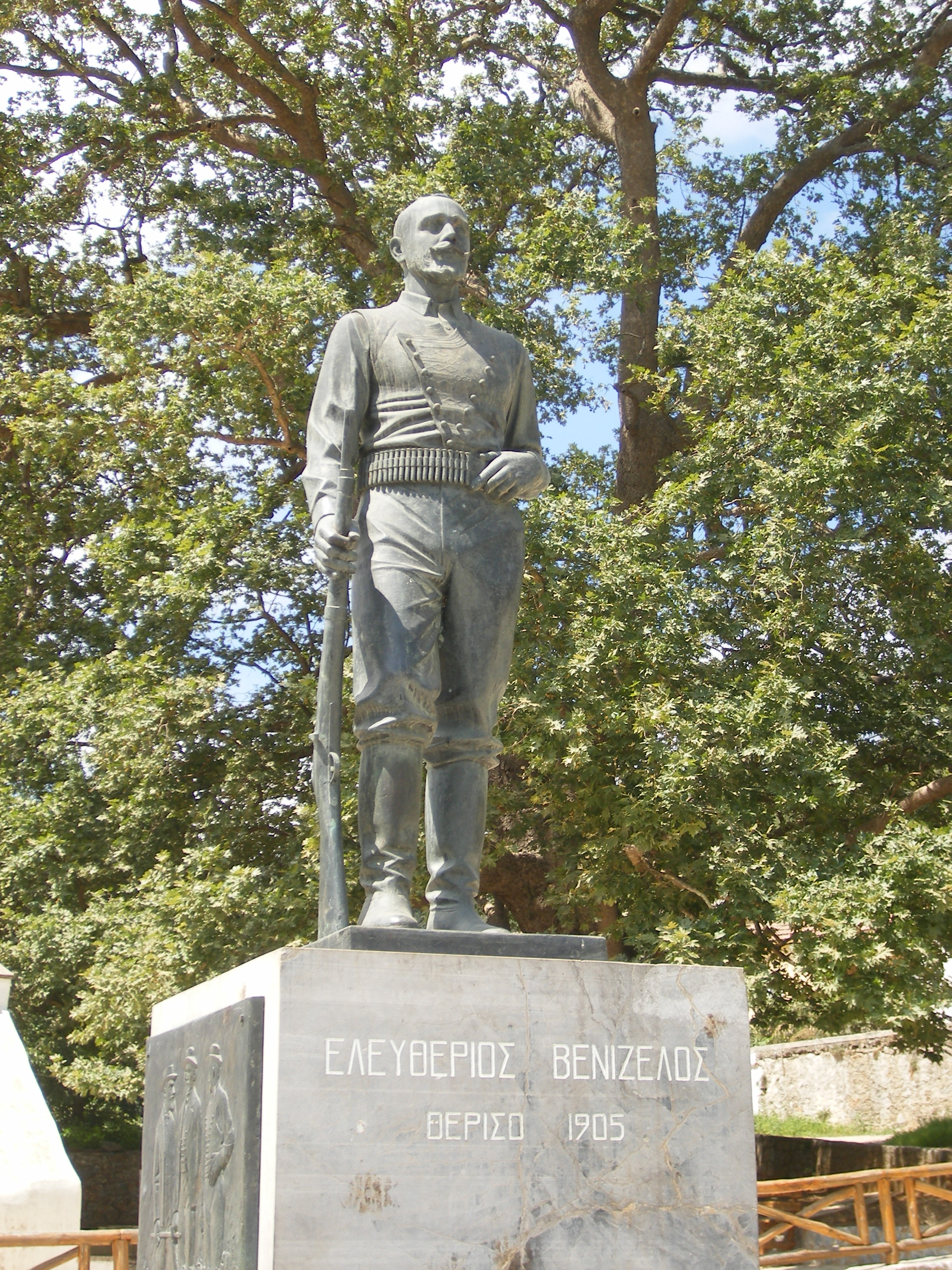
Uma estátua em Theriso, Creta.

Suas principais ideias, adaptadas de seu criador, eram: oposição à monarquia; defesa da Megáli Idea; formação de alianças com países democráticos ocidentais, em particular, Reino Unido e França contra a Alemanha durante a Primeira e Segunda Guerras Mundiais, e mais tarde com os Estados Unidos contra a União Soviética durante a Guerra Fria; e finalmente uma política econômica protecionista. 
Themistoklís Sofúlis foi, a partir da década de 1920, o sucessor de Venizelos como líder do Partido Liberal, que sobreviveu a fracassos políticos, ao exílio e, finalmente, à morte do fundador histórico. Em 1950, o filho de Venizelos, Sofoklís Venizélos, assumiu a liderança do Partido Liberal numa época em que um acordo foi firmado com os populistas (nome do partido monarquista) contra os comunistas durante a guerra civil. A União do Centro (Enosis Kendrou), fundada em 1961 por Geórgios Papandréu, tornou-se descendente ideológica do Partido Liberal.
Venizelos foi um político grego que alcançou fama mundial durante sua vida e, nos seis anos entre 1915 e 1921, cinco biografias suas foram publicadas em inglês, juntamente com vários perfis nos jornais.  O personagem de Constantino Karolides, o capaz e carismático primeiro-ministro da Grécia no romance de espionagem e aventura de John Buchan de 1915, Os Trinta e Nove Degraus, é uma versão mal disfarçada de Venizelos.  A defesa de Venizelos ao longo da sua carreira, de várias formas, de um bloco de estados dos Balcãs levou a imprensa, especialmente na Grã-Bretanha, a retratá-lo como um estadista clarividente que estava a trazer paz e estabilidade aos instáveis Balcãs. 

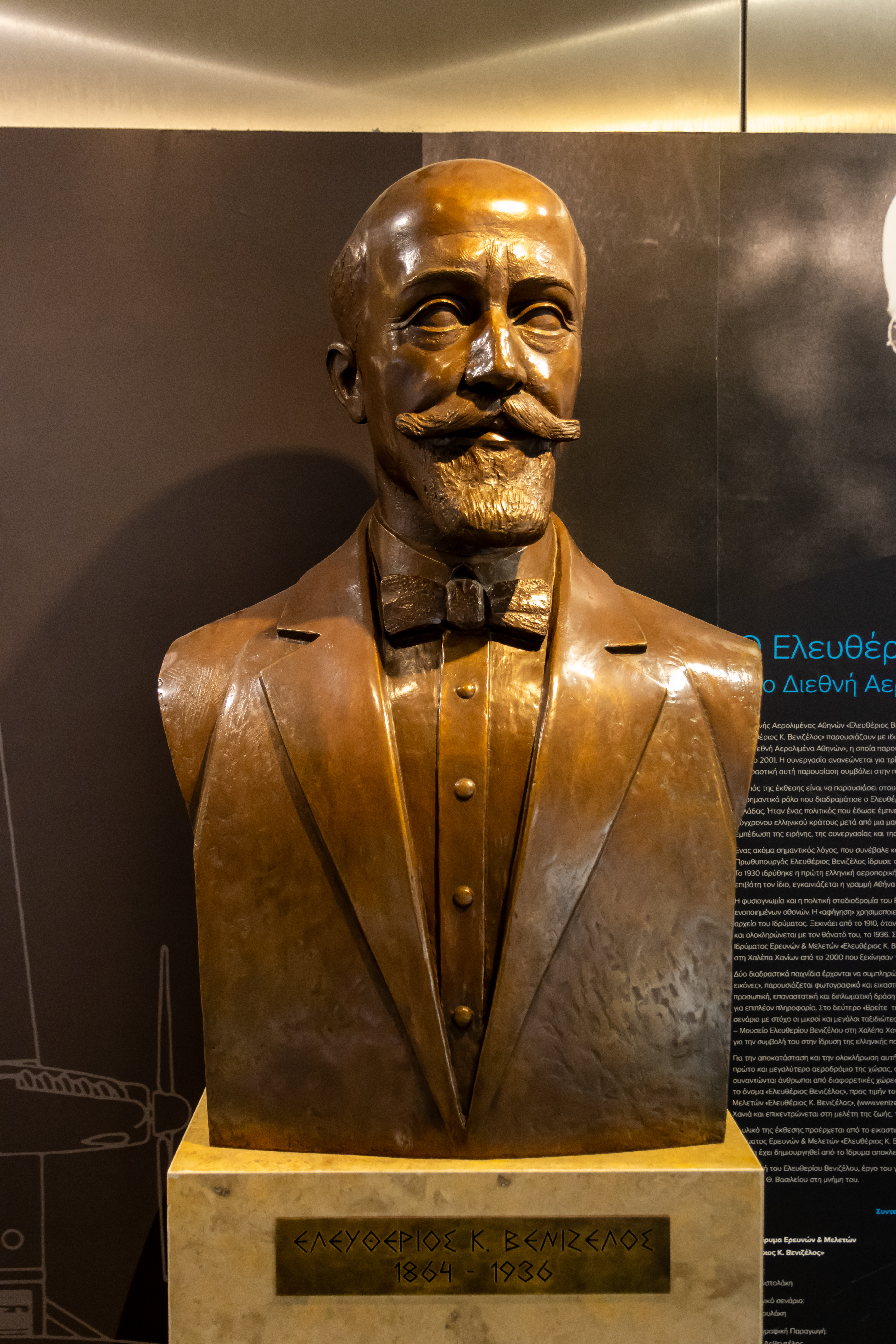
Busto no Aeroporto Internacional de Atenas, que recebeu seu nome.

O Aeroporto Internacional de Atenas recebeu o nome de Venizelos.

## Vida pessoal e familiar
Em dezembro de 1891, Venizélos casou-se com Maria Katelouzou, filha de Elefthérios Katelouzos. Os recém-casados moravam no andar superior da casa de Chalepa, enquanto a mãe de Venizélos e seus irmãos moravam no térreo. Lá, eles desfrutaram dos momentos felizes do casamento e também tiveram o nascimento de seus dois filhos, Kyriakos [el] em 1892 e Sofoklís em 1894. A vida de casados foi curta e marcada pelo infortúnio. Maria morreu de febre pós-puerperal em novembro de 1894, após o nascimento do segundo filho. A sua morte afetou profundamente Venizélos e, como sinal de luto, ele deixou crescer a sua barba e bigode característicos, que manteve pelo resto da sua vida. 
Após sua derrota nas eleições de novembro de 1920, ele partiu para Nice e Paris em exílio autoimposto. Em setembro de 1921, vinte e sete anos após a morte de sua primeira esposa Maria, ele se casou com Helena Schilizzi (às vezes chamada de Elena Skylitsi ou Stephanovich) em Londres. Aconselhados pela polícia a serem cautelosos com tentativas de assassinato, eles realizaram a cerimônia religiosa em particular em Witanhurst, a mansão de uma amiga da família e socialite Lady Domini Crosfield. Os Crosfields eram bem relacionados e Venizélos conheceu Arthur Balfour, David Lloyd George e o traficante de armas Basil Zaharoff em visitas subsequentes à casa. 
O casal se estabeleceu em Paris em um apartamento na Rua Beaujon, 22. Ele viveu lá até 1927, quando retornou a Chania. 

## Galeria

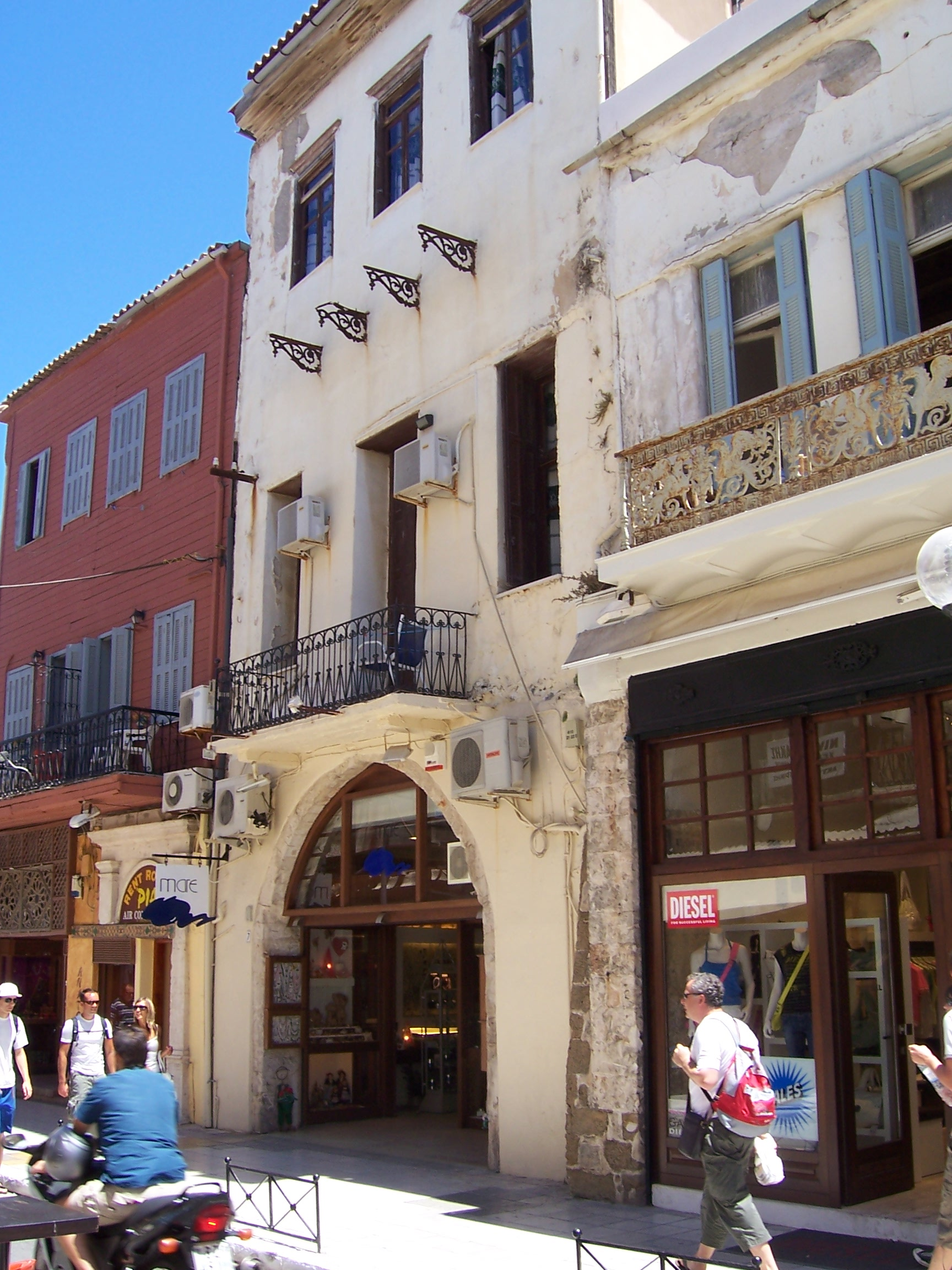
Loja do pai de Venizélos em Chania.
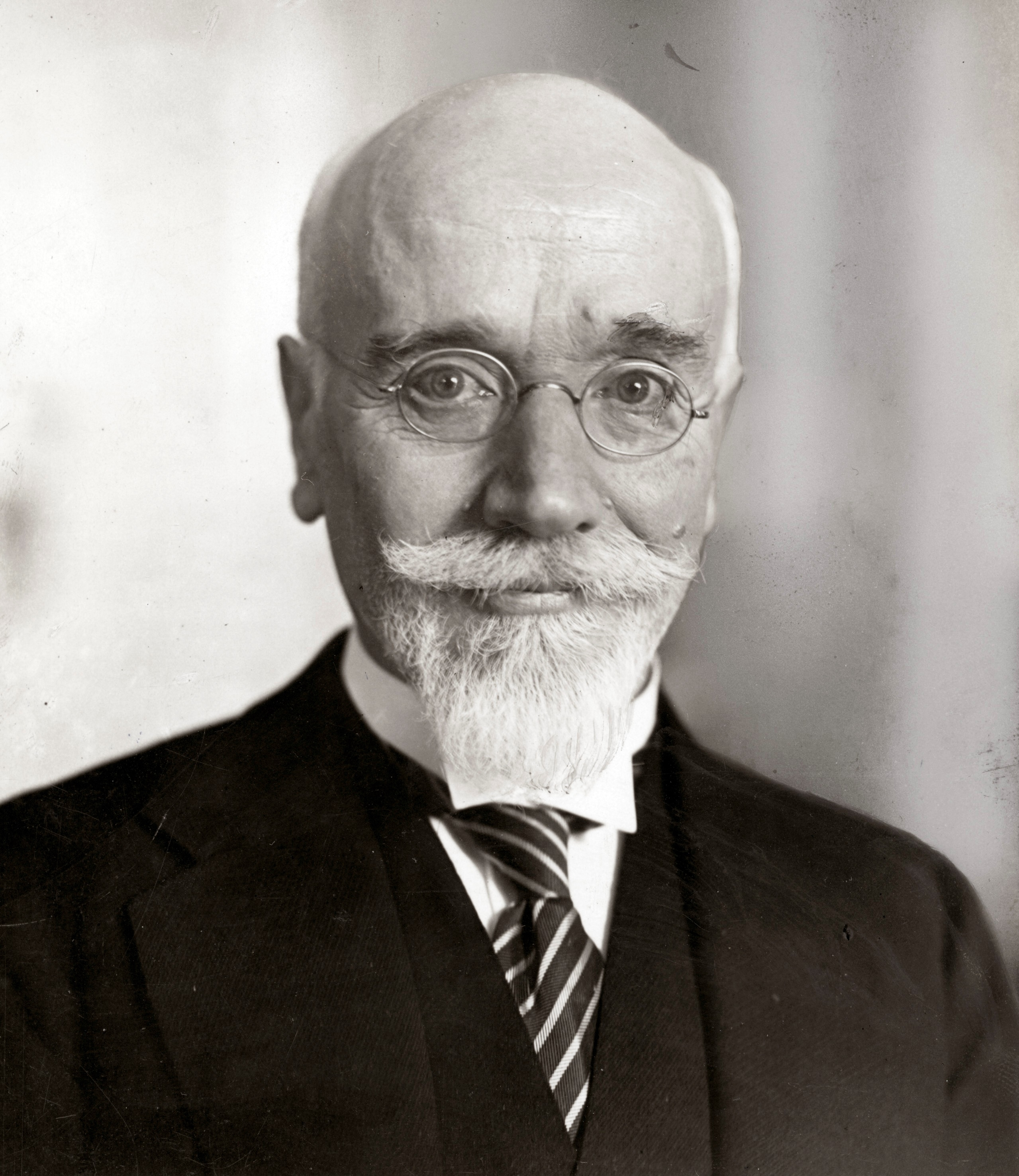
Venizélos em 1935
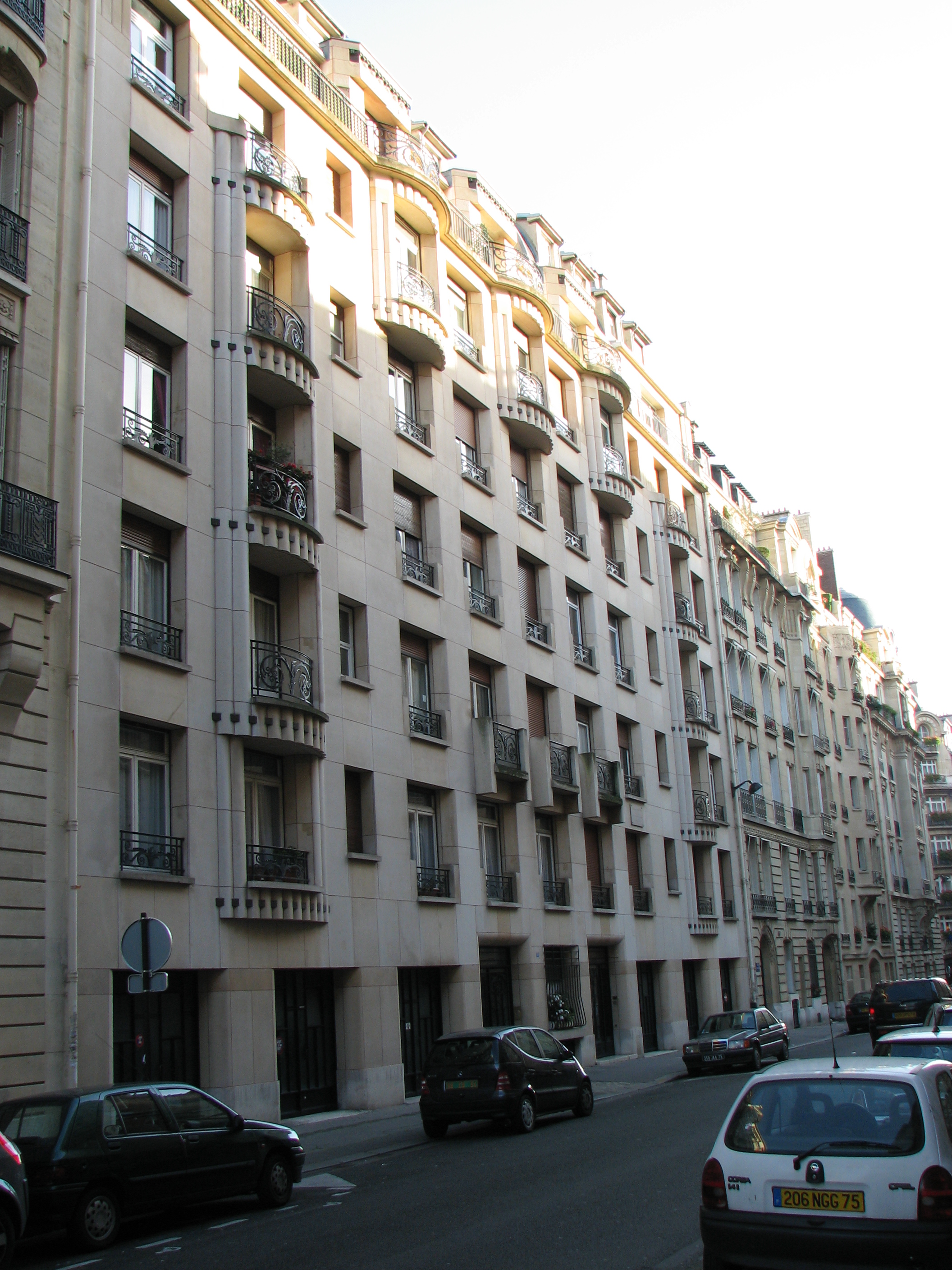
Prédio 22 da Rua Beaujon em Paris, onde Venizélos morreu.
Um busto de Athanasios Apartis